# Németország az 1996. évi nyári olimpiai játékokon
Németország az egyesült államokbeli Atlantában megrendezett 1996. évi nyári olimpiai játékok egyik részt vevő nemzete volt. Az országot az olimpián 26 sportágban 466 sportoló képviselte, akik összesen 65 érmet szereztek.

## Érmesek
| Érem  | Versenyző | Sportág       | Versenyszám                |
| ----- | --- | ------------- | -------------------------- |
| Arany | Lars Riedel | Atlétika      | Férfi diszkoszvetés        |
| Arany | Astrid Kumbernuss | Atlétika      | Női súlylökés              |
| Arany | Ilke Wyludda | Atlétika      | Női diszkoszvetés          |
| Arany | Udo Quellmalz | Cselgáncs     | Férfi harmatsúly           |
| Arany | André Steiner Andreas Hajek Stephan Volkert André Willms                                                                               | Evezés        | Férfi négypárevezős        |
| Arany | Jana Sorgers Katrin Rutschow-Stomporowski Kathrin Boron Kerstin Köppen                                                                 | Evezés        | Női négypárevezős          |
| Arany | Kay Bluhm Torsten Gutsche | Kajak-kenu    | Férfi kajak kettes 500 m   |
| Arany | Detlef Hofmann Olaf Winter Thomas Reineck Mark Zabel                                                                                   | Kajak-kenu    | Férfi kajak négyes 1000 m  |
| Arany | Oliver Fix | Kajak-kenu    | Férfi szlalom kajak egyes  |
| Arany | Andreas Dittmer Gunar Kirchbach | Kajak-kenu    | Férfi kenu kettes 1000 m   |
| Arany | Ramona Portwich Manuela Mucke Birgit Fischer Anett Schuck                                                                              | Kajak-kenu    | Női kajak négyes 500 m     |
| Arany | Jens Fiedler | Kerékpározás  | Férfi egyéni sprint        |
| Arany | Isabell Werth | Lovaglás      | Egyéni díjlovaglás         |
| Arany | Isabell Werth Monica Theodorescu Klaus Balkenhol Martin Schaudt                                                                        | Lovaglás      | Csapat díjlovaglás         |
| Arany | Uli Kirchhoff | Lovaglás      | Egyéni díjugratás          |
| Arany | Ludger Beerbaum Uli Kirchhoff Lars Nieberg Franke Sloothaak                                                                            | Lovaglás      | Csapat díjugratás          |
| Arany | Ralf Schumann | Sportlövészet | Férfi gyorstüzelő pisztoly |
| Arany | Christian Klees | Sportlövészet | Férfi sportpuska fekvő     |
| Arany | Andreas Wecker | Torna         | Férfi nyújtó               |
| Arany | Jochen Schümann Thomas Flach Bernd Jäkel                                                                                               | Vitorlázás    | Soling                     |
| Ezüst | Frank Busemann | Atlétika      | Férfi tízpróba             |
| Ezüst | Thomas Zander | Birkózás      | Kötöttfogás, 82 kg         |
| Ezüst | Frank Richter Mark Kleinschmidt Wolfram Huhn Marc Weber Detlef Kirchhoff Thorsten Streppelhoff Ulrich Viefers Roland Baar Peter Thiede | Evezés        | Férfi nyolcas              |
| Ezüst | Barbara Mensing Cornelia Pfohl Sandra Wagner-Sachse                                                                                    | Íjászat       | Női csapat                 |
| Ezüst | Kay Bluhm Torsten Gutsche | Kajak-kenu    | Férfi kajak kettes 1000 m  |
| Ezüst | Ramona Portwich Birgit Fischer | Kajak-kenu    | Női kajak kettes 500 m     |
| Ezüst | Jan Hempel | Műugrás       | Férfi egyéni toronyugrás   |
| Ezüst | Annika Walter | Műugrás       | Női egyéni toronyugrás     |
| Ezüst | Oktay Urkal | Ökölvívás     | Kisváltósúly               |
| Ezüst | Petra Horneber | Sportlövészet | Női légpuska               |
| Ezüst | Susanne Kiermayer | Sportlövészet | Női dupla trap             |
| Ezüst | Marc Huster | Súlyemelés    | 83 kg                      |
| Ezüst | Ronny Weller | Súlyemelés    | +108 kg                    |
| Ezüst | Sandra Völker | Úszás         | Női 100 m gyors            |
| Ezüst | Franziska van Almsick | Úszás         | Női 200 m gyors            |
| Ezüst | Dagmar Hase | Úszás         | Női 400 m gyors            |
| Ezüst | Dagmar Hase | Úszás         | Női 800 m gyors            |
| Ezüst | Franziska van Almsick Kerstin Kielgaß Anke Scholz Dagmar Hase Meike Freitag Simone Osygus                                              | Úszás         | Női 4 × 200 m gyorsváltó   |
| Bronz | Jörg Roßkopf | Asztalitenisz | Férfi egyes                |
| Bronz | Florian Schwarthoff | Atlétika      | Férfi 110 m gát            |
| Bronz | Andrej Tiwontschik | Atlétika      | Férfi rúdugrás             |
| Bronz | Uta Rohländer Linda Kisabaka Anja Rücker Grit Breuer                                                                                   | Atlétika      | Női 4 × 400 m váltó        |
| Bronz | Maik Bullmann | Birkózás      | Kötöttfogás, 90 kg         |
| Bronz | Arawat Sabejew | Birkózás      | Szabadfogás, 100 kg        |
| Bronz | Richard Trautmann | Cselgáncs     | Férfi légsúly              |
| Bronz | Marko Spittka | Cselgáncs     | Férfi középsúly            |
| Bronz | Frank Möller | Cselgáncs     | Férfi nehézsúly            |
| Bronz | Johanna Hagn | Cselgáncs     | Női nehézsúly              |
| Bronz | Thomas Lange | Evezés        | Férfi egypárevezős         |
| Bronz | Thomas Becker | Kajak-kenu    | Férfi szlalom kajak egyes  |
| Bronz | André Ehrenberg Michael Senft | Kajak-kenu    | Férfi szlalom kenu kettes  |
| Bronz | Judith Arndt | Kerékpározás  | Női egyéni üldözőverseny   |
| Bronz | Lunka Zoltán | Ökölvívás     | Légsúly                    |
| Bronz | Thomas Ulrich | Ökölvívás     | Félnehézsúly               |
| Bronz | Luan Krasniqi | Ökölvívás     | Nehézsúly                  |
| Bronz | Oliver Caruso | Súlyemelés    | 91 kg                      |
| Bronz | Marc-Kevin Goellner David Prinosil | Tenisz        | Férfi páros                |
| Bronz | Christian Tröger Bengt Zikarsky Björn Zikarsky Mark Pinger Alexander Lüderitz                                                          | Úszás         | Férfi 4 × 100 m gyorsváltó |
| Bronz | Aimo Heilmann Christian Keller Christian Tröger Steffen Zesner Konstantin Dubrovin Oliver Lampe                                        | Úszás         | Férfi 4 × 200 m gyorsváltó |
| Bronz | Mark Warnecke | Úszás         | Férfi 100 m mell           |
| Bronz | Sandra Völker | Úszás         | Női 50 m gyors             |
| Bronz | Dagmar Hase | Úszás         | Női 200 m gyors            |
| Bronz | Sandra Völker Simone Osygus Antje Buschschulte Franziska van Almsick Meike Freitag                                                     | Úszás         | Női 4 × 100 m gyorsváltó   |
| Bronz | Cathleen Rund | Úszás         | Női 200 m hát              |
| Bronz | Anja Fichtel-Mauritz Monika Weber-Koszto Sabine Bau                                                                                    | Vívás         | Női tőr, csapat            |

## Asztalitenisz
Férfi
| Versenyző                    | Versenyszám | Csoportkör | Csoportkör | Nyolcaddöntő                              | Negyeddöntő                                                                    | Elődöntő                                                       | Döntő | Helyezés |
| Versenyző                    | Versenyszám | Ellenfél Eredmény | Hely.      | Ellenfél Eredmény                         | Ellenfél Eredmény                                                              | Ellenfél Eredmény                                              | Ellenfél Eredmény                                                                                               | Helyezés |
| ---------------------------- | ----------- | --- | ---------- | ----------------------------------------- | ------------------------------------------------------------------------------ | -------------------------------------------------------------- | --- | -------- |
| Jörg Roßkopf                 | Egyes       | E csoport · Guillermo Muñoz (MEX) · 2:0 · Lou Chűn-szung (Lo Chuen Tsung) (HKG) · 2:0 · Sibutani Hirosi (JPN) · 2:0                                                    | 1.         | Patrick Chila (FRA) · 21–16, 21–16, 23–21 | Kim Thekszu (Kim Taek-su) (KOR) · 12–21, 26–24, 21–12, 16–21, 26–24            | Liu Guoliang (CHN) · 17–21, 21–18, 18–21, 18–21                | Bronzmérkőzés · Petr Korbel (CZE) · 21–17, 19–21, 21–18, 21–19                                                  |          |
| Peter Franz                  | Egyes       | C csoport · Vasile Florea (ROU) · 0:2 · Duhajl el-Habasi (KUW) · 2:0 · Jean-Michel Saive (BEL) · 0:2                                                                   | 3.         | kiesett                                   | kiesett                                                                        | kiesett                                                        | kiesett | 33.      |
| Jörg Roßkopf Steffen Fetzner | Páros       | E csoport · Brazília (BRA) · Giuliano Peixoto · Hugo Hoyama · 2:0 · Kanada (CAN) · Joe Ng · Johnny Huang · 2:0 · Ausztria (AUT) · Karl Jindrak · Werner Schlager · 2:0 | 1.         |                                           | Franciaország (FRA) · Damien Éloi · Jean-Philippe Gatien · 21–12, 21–17, 21–10 | Kína (CHN) · Lu Lin · Vang Tao (Wang Tao) · 10–21, 17–21, 7–21 | Bronzmérkőzés · Dél-Korea (KOR) · I Csholszung (Lee Cheol-Seung) · Ju Namgju (Yu Nam-gyu) · 18–21, 12–21, 20–22 | 4.       |

Női
| Versenyző                       | Versenyszám | Csoportkör | Csoportkör | Nyolcaddöntő            | Negyeddöntő             | Elődöntő          | Döntő             | Helyezés |
| Versenyző                       | Versenyszám | Ellenfél Eredmény | Hely.      | Ellenfél Eredmény       | Ellenfél Eredmény       | Ellenfél Eredmény | Ellenfél Eredmény | Helyezés |
| ------------------------------- | ----------- | --- | ---------- | ----------------------- | ----------------------- | ----------------- | ----------------- | -------- |
| Nicole Struse                   | Egyes       | G csoport · Sonia Touati (TUN) · 2:0 · Boros Tamara (CRO) · 2:0 · Tódó Taeko (JPN) · 2:1                                                                                                | 1.         | Dai-Yong Tu (SUI) · 3:1 | Deng Yaping (CHN) · 0:3 | kiesett           | kiesett           | 5.       |
| Jie Schöpp                      | Egyes       | I csoport · Jelena Tyimina (RUS) · 2:0 · Funke Oshonaike (NGR) · 2:0 · Kim Hjonhi (PRK) · 0:2                                                                                           | 2.         | kiesett                 | kiesett                 | kiesett           | kiesett           | 17.      |
| Olga Nemes                      | Egyes       | K csoport · Csen Csing (TPE) · 2:0 · Aida Steshenko (TKM) · 2:0 · Pak Hedzsong (Park Hae-Jeong) (KOR) · 0:2                                                                             | 2.         | kiesett                 | kiesett                 | kiesett           | kiesett           | 17.      |
| Elke Schall-Wosik Nicole Struse | Páros       | G csoport · Hollandia (NED) · Gerdie Keen · Mirjam Hooman-Kloppenburg · 2:1 · Olaszország (ITA) · Alessia Arisi · Laura Negrisoli · 2:0 · Japán (JPN) · Kojama Csire · Tódó Taeko · 1:2 | 2.         |                         | kiesett                 | kiesett           | kiesett           | 9.       |
| Jie Schöpp Olga Nemes           | Páros       | B csoport · Nagy-Britannia (GBR) · Andrea Holt · Lisa Lomas · 2:0 · Chile (CHI) · Berta Rodríguez · Sofija Tepes · 2:0 · Kína (CHN) · Liu Vej · Qiao Yunping · 1:2                      | 2.         |                         | kiesett                 | kiesett           | kiesett           | 9.       |

## Atlétika
Férfi
| Versenyző                                                             | Versenyszám     | Előfutam | Előfutam | Előfutam | Negyeddöntő                                 | Negyeddöntő                                 | Negyeddöntő                                 | Elődöntő      | Elődöntő      | Elődöntő      | Döntő         | Döntő         |
| Versenyző                                                             | Versenyszám     | Idő      | Hely.    | Össz.    | Idő                                         | Hely.                                       | Össz.                                       | Idő           | Hely.         | Össz.         | Idő           | Helyezés      |
| --------------------------------------------------------------------- | --------------- | -------- | -------- | -------- | ------------------------------------------- | ------------------------------------------- | ------------------------------------------- | ------------- | ------------- | ------------- | ------------- | ------------- |
| Marc Blume                                                            | 100 m           | 10,33    | 3.       | 23.***   | 10,33                                       | 6.                                          | 26.                                         | kiesett       | kiesett       | kiesett       | kiesett       | kiesett       |
| Nico Motchebon                                                        | 800 m           | 1:45,82  | 2.       | 7.       |                                             |                                             |                                             | 1:45,40       | 2.            | 9.            | 1:43,91       | 5.            |
| Joachim Dehmel                                                        | 800 m           | 1:47,12  | 5.       | 22.      |                                             |                                             |                                             | kiesett       | kiesett       | kiesett       | kiesett       | kiesett       |
| Michael Gottschalk                                                    | 1500 m          | 3:56,46  | 11.      | 53.      |                                             |                                             |                                             | kiesett       | kiesett       | kiesett       | kiesett       | kiesett       |
| Dieter Baumann                                                        | 5000 m          | 13:52,00 | 6.       | 6.       |                                             |                                             |                                             | 14:03,75      | 3.            | 17.           | 13:08,81      | 4.            |
| Stéphane Franke                                                       | 5000 m          | 14:06,34 | 10.      | 27.      |                                             |                                             |                                             | 13:40,94      | 9.            | 9.            | 13:44,64      | 14.           |
| Stéphane Franke                                                       | 10 000 m        | 28:24,30 | 7.       | 17.      |                                             |                                             |                                             |               |               |               | 27:59,08      | 9.            |
| Konrad Dobler                                                         | Maraton         |          |          |          |                                             |                                             |                                             |               |               |               | 2:21:12       | 48.           |
| Stephan Freigang                                                      | Maraton         |          |          |          |                                             |                                             |                                             |               |               |               | nem ért célba | nem ért célba |
| Florian Schwarthoff                                                   | 110 m gát       | 13,39    | 1.       | 5.       | 13,27                                       | 2.                                          | 2.*                                         | 13,13         | 1.            | 2.            | 13,17         |               |
| Eric Kaiser                                                           | 110 m gát       | 13,64    | 2.       | 17.*     | nem ért célba, bírói döntéssel továbbjutott | nem ért célba, bírói döntéssel továbbjutott | nem ért célba, bírói döntéssel továbbjutott | 13,59         | 8.            | 13.*          | kiesett       | kiesett       |
| Claude Edorh                                                          | 110 m gát       | 13,74    | 4.       | 27.***   | 13,64                                       | 6.                                          | 22.*                                        | kiesett       | kiesett       | kiesett       | kiesett       | kiesett       |
| Steffen Brand                                                         | 3000 m akadály  | 8:31,18  | 4.       | 12.      |                                             |                                             |                                             | 8:19,11       | 3.            | 3.            | 8:18,52       | 6.            |
| Martin Strege                                                         | 3000 m akadály  | 8:32,76  | 6.       | 21.      |                                             |                                             |                                             | 8:27,99       | 5.            | 13.           | 8:30,31       | 10.           |
| Kim Bauermeister                                                      | 3000 m akadály  | 8:36,86  | 8.       | 23.      |                                             |                                             |                                             | 8:51,83       | 12.           | 24.           | kiesett       | kiesett       |
| Michael Huke Marc Blume Holger Blume Florian Schwarthoff Andreas Ruth | 4 × 100 m váltó | 38,77    | 2.       | 3.       |                                             |                                             |                                             | nem ért célba | nem ért célba | nem ért célba | kiesett       | kiesett       |
| Rico Lieder Andreas Hein Kai Karsten Thomas Schönlebe                 | 4 × 400 m váltó | 3:05,16  | 4.       | 17.      |                                             |                                             |                                             | kiesett       | kiesett       | kiesett       | kiesett       | kiesett       |
| Nischan Daimer                                                        | 20 km gyaloglás |          |          |          |                                             |                                             |                                             |               |               |               | 1:23:23       | 15.           |
| Robert Ihly                                                           | 20 km gyaloglás |          |          |          |                                             |                                             |                                             |               |               |               | 1:23:47       | 17.           |
| Andreas Erm                                                           | 20 km gyaloglás |          |          |          |                                             |                                             |                                             |               |               |               | 1:25:08       | 24.           |
| Axel Noack                                                            | 50 km gyaloglás |          |          |          |                                             |                                             |                                             |               |               |               | 3:51:55       | 12.           |
| Thomas Wallstab                                                       | 50 km gyaloglás |          |          |          |                                             |                                             |                                             |               |               |               | 3:54:48       | 15.           |
| Ronald Weigel                                                         | 50 km gyaloglás |          |          |          |                                             |                                             |                                             |               |               |               | nem ért célba | nem ért célba |

| Versenyző          | Versenyszám   | Selejtező             | Selejtező             | Döntő    | Döntő    |
| Versenyző          | Versenyszám   | Eredmény              | Helyezés              | Eredmény | Helyezés |
| ------------------ | ------------- | --------------------- | --------------------- | -------- | -------- |
| Wolfgang Kreißig   | Magasugrás    | 228 cm                | 11.*                  | 229 cm   | 9.       |
| Andrej Tiwontschik | Rúdugrás      | 570 cm                | 9.                    | 592 cm   |          |
| Tim Lobinger       | Rúdugrás      | 570 cm                | 1.***                 | 580 cm   | 7.       |
| Michael Stolle     | Rúdugrás      | 570 cm                | 10.                   | 570 cm   | 9.*      |
| Georg Ackermann    | Távolugrás    | 786 cm                | 21.                   | kiesett  | kiesett  |
| Hans-Peter Lott    | Távolugrás    | érvényes ugrás nélkül | érvényes ugrás nélkül | kiesett  | kiesett  |
| Charles Friedek    | Hármasugrás   | 16,71 m               | 13.**                 | kiesett  | kiesett  |
| Oliver-Sven Buder  | Súlylökés     | 20,43 m               | 3.                    | 20,51 m  | 5.       |
| Dirk Urban         | Súlylökés     | 19,39 m               | 13.                   | kiesett  | kiesett  |
| Michael Mertens    | Súlylökés     | 19,07 m               | 16.                   | kiesett  | kiesett  |
| Lars Riedel        | Diszkoszvetés | 64,66 m               | 1.                    | 69,40 m  |          |
| Jürgen Schult      | Diszkoszvetés | 62,58 m               | 8.                    | 64,62 m  | 6.       |
| Michael Möllenbeck | Diszkoszvetés | 55,18 m               | 35.                   | kiesett  | kiesett  |
| Heinz Weis         | Kalapácsvetés | 77,84 m               | 4.                    | 79,78 m  | 5.       |
| Claus Dethloff     | Kalapácsvetés | 74,60 m               | 14.                   | kiesett  | kiesett  |
| Karsten Kobs       | Kalapácsvetés | 74,20 m               | 18.                   | kiesett  | kiesett  |
| Raymond Hecht      | Gerelyhajítás | 83,24 m               | 7.                    | 86,88 m  | 4.       |
| Boris Henry        | Gerelyhajítás | 83,22 m               | 8.                    | 85,68 m  | 5.       |
| Peter Blank        | Gerelyhajítás | 82,68 m               | 9.                    | 81,82 m  | 9.       |

| Versenyző         | Versenyszám | 100 m | 100 m | Távolugrás | Távolugrás | Súlylökés | Súlylökés | Magasugrás | Magasugrás | 400 m | 400 m | 110 m gát | 110 m gát | Diszkoszvetés | Diszkoszvetés | Rúdugrás | Rúdugrás | Gerelyhajítás | Gerelyhajítás | 1500 m  | 1500 m | Végeredmény | Végeredmény |
| Versenyző         | Versenyszám | Idő   | Pont  | Eredmény   | Pont       | Eredmény  | Pont      | Eredmény   | Pont       | Idő   | Pont  | Idő       | Pont      | Eredmény      | Pont          | Eredmény | Pont     | Eredmény      | Pont          | Idő     | Pont   | Pont        | Helyezés    |
| ----------------- | ----------- | ----- | ----- | ---------- | ---------- | --------- | --------- | ---------- | ---------- | ----- | ----- | --------- | --------- | ------------- | ------------- | -------- | -------- | ------------- | ------------- | ------- | ------ | ----------- | ----------- |
| Frank Busemann    | Tízpróba    | 10,60 | 952   | 807 cm     | 1.079      | 13,60 m   | 704       | 204 cm     | 840        | 48,34 | 893   | 13,47     | 1.044     | 45,04 m       | 768           | 480 cm   | 849      | 66,86 m       | 842           | 4:31,41 | 735    | 8706        |             |
| Frank Müller      | Tízpróba    | 10,95 | 872   | 725 cm     | 874        | 14,69 m   | 771       | 195 cm     | 758        | 49,05 | 859   | 14,86     | 867       | 45,90 m       | 785           | 510 cm   | 941      | 66,10 m       | 830           | 4:37,50 | 696    | 8253        | 14.         |
| Dirk-Achim Pajonk | Tízpróba    | 10,67 | 935   | 750 cm     | 935        | 14,46 m   | 757       | 195 cm     | 758        | 48,81 | 870   | 14,79     | 875       | 41,94 m       | 704           | 450 cm   | 760      | 54,16 m       | 650           | 4:21,62 | 801    | 8045        | 20.         |

Női
| Versenyző                                                     | Versenyszám     | Előfutam      | Előfutam      | Előfutam      | Negyeddöntő | Negyeddöntő | Negyeddöntő | Elődöntő | Elődöntő | Elődöntő | Döntő         | Döntő         |
| Versenyző                                                     | Versenyszám     | Idő           | Hely.         | Össz.         | Idő         | Hely.       | Össz.       | Idő      | Hely.    | Össz.    | Idő           | Helyezés      |
| ------------------------------------------------------------- | --------------- | ------------- | ------------- | ------------- | ----------- | ----------- | ----------- | -------- | -------- | -------- | ------------- | ------------- |
| Andrea Philipp                                                | 100 m           | 11,32         | 3.            | 15.*          | 11,38       | 5.          | 15.**       | kiesett  | kiesett  | kiesett  | kiesett       | kiesett       |
| Silke Lichtenhagen                                            | 100 m           | 11,30         | 3.            | 14.           | 11,53       | 7.          | 25.         | kiesett  | kiesett  | kiesett  | kiesett       | kiesett       |
| Melanie Paschke                                               | 100 m           | 11,27         | 2.            | 13.           | 11,18       | 4.          | 8.          | 11,14    | 6.       | 9.**     | kiesett       | kiesett       |
| Melanie Paschke                                               | 200 m           | 22,93         | 3.            | 11.           | 22,84       | 3.          | 12.         | 22,81    | 6.       | 12.      | kiesett       | kiesett       |
| Grit Breuer                                                   | 400 m           | 52,20         | 2.            | 19.*          | 50,57       | 2.          | 2.          | 50,75    | 4.       | 8.       | 50,71         | 8.            |
| Linda Kisabaka                                                | 800 m           | 1:59,56       | 3.            | 8.            |             |             |             | 1:59,23  | 6.       | 11.      | kiesett       | kiesett       |
| Carmen Wüstenhagen                                            | 1500 m          | 4:10,06       | 4.            | 12.           |             |             |             | 4:11,47  | 7.       | 15.      | kiesett       | kiesett       |
| Sylvia Kühnemund                                              | 1500 m          | 4:14,35       | 7.            | 23.           |             |             |             | 4:16,85  | 10.      | 21.      | kiesett       | kiesett       |
| Claudia Lokar                                                 | 5000 m          | 15:28,35      | 6.            | 16.           |             |             |             |          |          |          | kiesett       | kiesett       |
| Petra Wassiluk                                                | 5000 m          | 15:37,73      | 7.            | 19.           |             |             |             |          |          |          | kiesett       | kiesett       |
| Kathrin Ullrich-Weßel                                         | 10 000 m        | 33:31,67      | 13.           | 13.           |             |             |             |          |          |          | kiesett       | kiesett       |
| Katrin Dörre-Heinig                                           | Maraton         |               |               |               |             |             |             |          |          |          | 2:28:45       | 4.            |
| Sonja Krolik-Oberem                                           | Maraton         |               |               |               |             |             |             |          |          |          | 2:31:16       | 8.            |
| Uta Pippig                                                    | Maraton         |               |               |               |             |             |             |          |          |          | nem ért célba | nem ért célba |
| Kristin Patzwahl                                              | 100 m gát       | 12,98         | 4.            | 18.           | 12,91       | 3.          | 14.*        | 13,05    | 7.       | 14.      | kiesett       | kiesett       |
| Birgit Wolf                                                   | 100 m gát       | 13,16         | 5.            | 27.*          | 13,08       | 5.          | 25.         | kiesett  | kiesett  | kiesett  | kiesett       | kiesett       |
| Heike Meißner                                                 | 400 m gát       | 55,05         | 2.            | 4.            |             |             |             | 54,27    | 3.       | 4.*      | 54,03         | 5.            |
| Silvia Rieger                                                 | 400 m gát       | 55,33         | 3.            | 8.            |             |             |             | 54,27    | 2.       | 4.*      | 54,57         | 8.            |
| Andrea Philipp Silke Lichtenhagen Melanie Paschke Silke Knoll | 4 × 100 m váltó | nem ért célba | nem ért célba | nem ért célba |             |             |             |          |          |          | kiesett       | kiesett       |
| Uta Rohländer Linda Kisabaka Anja Rücker Grit Breuer          | 4 × 400 m váltó | 3:24,08       | 1.            | 10.           |             |             |             |          |          |          | 3:21,14       |               |
| Kathrin Born-Boyde                                            | 10 km gyaloglás |               |               |               |             |             |             |          |          |          | 44:50         | 15.           |
| Beate Anders-Gummelt                                          | 10 km gyaloglás |               |               |               |             |             |             |          |          |          | kizárták      | kizárták      |

| Versenyző         | Versenyszám   | Selejtező             | Selejtező             | Döntő    | Döntő    |
| Versenyző         | Versenyszám   | Eredmény              | Helyezés              | Eredmény | Helyezés |
| ----------------- | ------------- | --------------------- | --------------------- | -------- | -------- |
| Alina Astafei     | Magasugrás    | 193 cm                | 1.                    | 196 cm   | 5.**     |
| Petra Lobinger    | Hármasugrás   | érvényes ugrás nélkül | érvényes ugrás nélkül | kiesett  | kiesett  |
| Astrid Kumbernuss | Súlylökés     | 19,93 m               | 1.                    | 20,56 m  |          |
| Stephanie Storp   | Súlylökés     | 19,29 m               | 3.                    | 19,06 m  | 6.       |
| Kathrin Neimke    | Súlylökés     | 19,02 m               | 8.                    | 18,92 m  | 7.       |
| Ilke Wyludda      | Diszkoszvetés | 66,78 m               | 1.                    | 69,66 m  |          |
| Franka Dietzsch   | Diszkoszvetés | 63,94 m               | 3.                    | 65,48 m  | 4.       |
| Anja Gündler      | Diszkoszvetés | 63,80 m               | 4.                    | 61,16 m  | 11.      |
| Karen Forkel      | Gerelyhajítás | 60,84 m               | 11.                   | 64,18 m  | 6.       |
| Steffi Nerius     | Gerelyhajítás | 60,98 m               | 10.                   | 60,20 m  | 9.       |
| Silke Renk        | Gerelyhajítás | 59,70 m               | 13.                   | kiesett  | kiesett  |

| Versenyző     | Versenyszám | 100 m gát | 100 m gát | Magasugrás | Magasugrás | Súlylökés | Súlylökés | 200 m | 200 m | Távolugrás | Távolugrás | Gerelyhajítás | Gerelyhajítás | 800 m   | 800 m | Végeredmény | Végeredmény |
| Versenyző     | Versenyszám | Idő       | Pont      | Eredmény   | Pont       | Eredmény  | Pont      | Idő   | Pont  | Eredmény   | Pont       | Eredmény      | Pont          | Idő     | Pont  | Pont        | Helyezés    |
| ------------- | ----------- | --------- | --------- | ---------- | ---------- | --------- | --------- | ----- | ----- | ---------- | ---------- | ------------- | ------------- | ------- | ----- | ----------- | ----------- |
| Sabine Braun  | Hétpróba    | 13,55     | 1043      | 183 cm     | 1016       | 14,48 m   | 826       | 24,89 | 897   | 621 cm     | 915        | 48,72 m       | 835           | 2:22,87 | 785   | 6317        | 7.          |
| Mona Steigauf | Hétpróba    | 13,22     | 1091      | 177 cm     | 941        | 12,35 m   | 684       | 24,50 | 933   | 647 cm     | 997        | 42,40 m       | 713           | 2:15,44 | 887   | 6246        | 11.*        |
| Peggy Beer    | Hétpróba    | 13,52     | 1047      | 174 cm     | 903        | 13,65 m   | 771       | 24,64 | 920   | 609 cm     | 877        | 46,72 m       | 797           | 2:13,15 | 919   | 6234        | 13.         |

* - egy másik versenyzővel azonos eredményt ért el

** - két másik versenyzővel azonos eredményt ért el

*** - három másik versenyzővel azonos eredményt ért el

## Birkózás
Kötöttfogású
| Versenyző            | Versenyszám | 32-es főtábla                       | Nyolcaddöntő                       | Negyeddöntő                     | Elődöntő                         | Vigaszág 2. kör           | Vigaszág 3. kör                 | Vigaszág 4. kör               | Vigaszág 5. kör              | Vigaszág 6. kör                   | Bronz- mérkőzés                                   | Döntő                       | Helyezés |
| Versenyző            | Versenyszám | Ellenfél Eredmény                   | Ellenfél Eredmény                  | Ellenfél Eredmény               | Ellenfél Eredmény                | Ellenfél Eredmény         | Ellenfél Eredmény               | Ellenfél Eredmény             | Ellenfél Eredmény            | Ellenfél Eredmény                 | Ellenfél Eredmény                                 | Ellenfél Eredmény           | Helyezés |
| -------------------- | ----------- | ----------------------------------- | ---------------------------------- | ------------------------------- | -------------------------------- | ------------------------- | ------------------------------- | ----------------------------- | ---------------------------- | --------------------------------- | ------------------------------------------------- | --------------------------- | -------- |
| Oleg Kutscherenko    | 48 kg       | Tahir Zahidov (AZE) · 10–0          | Wilber Sánchez (CUB) · 1–1         |                                 |                                  |                           | Kang Jonggjun (PRK) · 0–3       | kiesett                       | kiesett                      | kiesett                           | kiesett                                           |                             | 12.      |
| Alfred Ter-Mkrtchyan | 52 kg       | Háled el-Farezs (SYR) · 1–3         |                                    |                                 |                                  | Jon Rønningen (NOR) · 9–0 | Ruslanas Vartanovas (LTU) · 8–0 | Andrij Kalasnikov (UKR) · 0–3 | kiesett                      | kiesett                           | kiesett                                           |                             | 9.       |
| Rifat Yildiz         | 57 kg       | Armando Fernández (MEX) · 12–0      | Luis Sarmiento (CUB) · 4–1         | erőnyerő                        | Jurij Melnyicsenko (KAZ) · 0–3   |                           |                                 |                               |                              | Ruszlan Hakimov (UKR) · 2–3       | Az 5. helyért · Luis Sarmiento (CUB) · 0–0        |                             | 5.       |
| Erik Hahn            | 74 kg       | Uladzimir Kapitav (BLR) · 4–2       | Artur Dzihazov (UKR) · 1–2         |                                 |                                  |                           | Katajama Takamicu (JPN) · 5–2   | Berzicza Tamás (HUN) · 3–1    | erőnyerő                     | Mnacakan Iszkandarjan (RUS) · 8–5 | Józef Tracz (POL) · 2–4                           |                             | 4.       |
| Thomas Zander        | 82 kg       | Félix Isisola (PER) · 10–0          | Szergej Cvir (RUS) · 4–0           | erőnyerő                        | Gotcha Tsitsiashvili (ISR) · 3–1 |                           |                                 |                               |                              |                                   |                                                   | Hamza Yerlikaya (TUR) · 0–3 |          |
| Maik Bullmann        | 90 kg       | Moustafa Ramada Hussain (EGY) · 3–0 | Aljakszandr Szidarenka (BLR) · 1–0 | Vjacseszlav Olijnik (UKR) · 2–4 |                                  |                           |                                 | Hriszto Dimitrov (BUL) · 11–0 | Derrick Waldroup (USA) · 4–0 | Hakkı Başar (TUR) · 4–0           | Aljakszandr Szidarenka (BLR) · 2–0                |                             |          |
| René Schiekel        | 130 kg      | Liu Guoke (CHN) · 3–0               | Kékes György (HUN) · 2–0           | erőnyerő                        | Matt Ghaffari (USA) · 0–4        |                           |                                 |                               |                              | Serghei Mureico (MDA) · 0–5       | Az 5. helyért · Panajótisz Pikilídisz (GRE) · 0–3 |                             | 6.       |

Szabadfogású
| Versenyző         | Versenyszám | 32-es főtábla                       | Nyolcaddöntő                     | Negyeddöntő       | Elődöntő                          | Vigaszág 2. kör   | Vigaszág 3. kör               | Vigaszág 4. kör              | Vigaszág 5. kör                 | Vigaszág 6. kör                        | Bronz- mérkőzés                                     | Döntő             | Helyezés |
| Versenyző         | Versenyszám | Ellenfél Eredmény                   | Ellenfél Eredmény                | Ellenfél Eredmény | Ellenfél Eredmény                 | Ellenfél Eredmény | Ellenfél Eredmény             | Ellenfél Eredmény            | Ellenfél Eredmény               | Ellenfél Eredmény                      | Ellenfél Eredmény                                   | Ellenfél Eredmény | Helyezés |
| ----------------- | ----------- | ----------------------------------- | -------------------------------- | ----------------- | --------------------------------- | ----------------- | ----------------------------- | ---------------------------- | ------------------------------- | -------------------------------------- | --------------------------------------------------- | ----------------- | -------- |
| Jürgen Scheibe    | 62 kg       | Marty Calder (CAN) · 4–2            | Magomed Azizov (RUS) · 2–8       |                   |                                   |                   | Szjarhej Szmal (BLR) · 1–8    | kiesett                      | kiesett                         | kiesett                                | kiesett                                             |                   | 13.      |
| Alexander Leipold | 74 kg       | Lázarosz Loizídisz (GRE) · 6–0      | Buvajszar Szajtyijev (RUS) · 1–3 |                   |                                   |                   | erőnyerő                      | David Hohl (CAN) · 10–2      | Məmmədsalam Haciyev (AZE) · 3–0 | Plamen Paszkalev (BUL) · 4–8           | Az 5. helyért · Kenny Monday (USA) · 0–0            |                   | 5.       |
| Heiko Balz        | 90 kg       | Bob Renney (AUS) · 11–1             | Dzsambolat Tedejev (UKR) · 1–4   |                   |                                   |                   | Iszlam Bajramukov (KAZ) · 0–3 | kiesett                      | kiesett                         | kiesett                                | kiesett                                             |                   | 12.      |
| Arawat Sabejew    | 100 kg      | Szjarhej Kavalevszki (BLR) · 3–0    | Szagid Murtazalijev (UKR) · 3–13 |                   |                                   |                   | Davud Məhəmmədov (AZE) · 3–1  | Wilfredo Morales (CUB) · 3–2 | erőnyerő                        | Konsztantyin Alekszandrov (KGZ) · 10–0 | Szjarhej Kavalevszki (BLR) · 7–4                    |                   |          |
| Sven Thiele       | 130 kg      | Alekszandr Kovalevszkij (KGZ) · 1–0 | Feng Aigang (CHN) · 1–1          | erőnyerő          | Aljakszej Mjadzvedzev (BLR) · 0–0 |                   |                               |                              |                                 | Bruce Baumgartner (USA) · 0–3          | Az 5. helyért · Alekszandr Kovalevszkij (KGZ) · 1–3 |                   | 6.       |

## Cselgáncs
Férfi
| Versenyző         | Versenyszám  | Selejtező         | 32-es főtábla                 | Nyolcaddöntő                | Negyeddöntő                             | Elődöntő                              | Vigaszág első kör          | Vigaszág negyeddöntő         | Vigaszág elődöntő             | Bronz- mérkőzés               | Döntő                         | Helyezés |
| Versenyző         | Versenyszám  | Ellenfél Eredmény | Ellenfél Eredmény             | Ellenfél Eredmény           | Ellenfél Eredmény                       | Ellenfél Eredmény                     | Ellenfél Eredmény          | Ellenfél Eredmény            | Ellenfél Eredmény             | Ellenfél Eredmény             | Ellenfél Eredmény             | Helyezés |
| ----------------- | ------------ | ----------------- | ----------------------------- | --------------------------- | --------------------------------------- | ------------------------------------- | -------------------------- | ---------------------------- | ----------------------------- | ----------------------------- | ----------------------------- | -------- |
| Richard Trautmann | Légsúly      | erőnyerő          | Cliff Sunada (USA) · GY       | Nacik Bahirav (BLR) · GY    | Kim Dzsongvon (Kim Jong-Won) (KOR) · GY | Girolamo Giovinazzo (ITA) · V         |                            |                              |                               | Nyikolaj Ozsegin (RUS) · GY   |                               |          |
| Udo Quellmalz     | Harmatsúly   | erőnyerő          | Francis Figuereo (DOM) · GY   | Israel Hernández (CUB) · GY | Michel de Almeida (POR) · GY            | Philip Laats (BEL) · GY               |                            |                              |                               |                               | Nakamura Jukimasza (JPN) · GY |          |
| Martin Schmidt    | Könnyűsúly   | erőnyerő          | Krzysztof Wojdan (POL) · GY   | Hajtós Bertalan (HUN) · GY  | Nakamura Kenzó (JPN) · V                |                                       |                            | Thomas Schleicher (AUT) · GY | Jimmy Pedro (USA) · V         | kiesett                       |                               | 7.       |
| Stefan Dott       | Váltósúly    | erőnyerő          | Ricky Dixon (NCA) · GY        | Johan Laats (BEL) · GY      | Iraklı Uznadze (TUR) · GY               | Djamel Bouras (FRA) · V               |                            |                              |                               | Soso Lip'art'eliani (GEO) · V |                               | 5.       |
| Marko Spittka     | Középsúly    | erőnyerő          | Szergej Alimzsanov (KAZ) · GY | Edelmar Zanol (BRA) · GY    | Nicolas Gill (CAN) · GY                 | Cson Gijong (Jeon Gi-Yeong) (KOR) · V |                            |                              |                               | Josida Hidehiko (JPN) · GY    |                               |          |
| Detlef Knorrek    | Félnehézsúly | erőnyerő          | Pedro Soares (POR) · V        | kiesett                     | kiesett                                 | kiesett                               |                            |                              |                               |                               |                               | 21.      |
| Frank Möller      | Nehézsúly    | erőnyerő          | Danny Ebbers (NED) · GY       | Ernesto Pérez (ESP) · V     |                                         |                                       | Selim Tataroğlu (TUR) · GY | Csősz Imre (HUN) · GY        | Szergej Koszorotov (RUS) · GY | Ogava Naoja (JPN) · GY        |                               |          |

Női
| Versenyző           | Versenyszám  | Selejtező                                   | Nyolcaddöntő                    | Negyeddöntő                | Elődöntő             | Vigaszág első kör      | Vigaszág negyeddöntő       | Vigaszág elődöntő            | Bronz- mérkőzés            | Döntő             | Helyezés |
| Versenyző           | Versenyszám  | Ellenfél Eredmény                           | Ellenfél Eredmény               | Ellenfél Eredmény          | Ellenfél Eredmény    | Ellenfél Eredmény      | Ellenfél Eredmény          | Ellenfél Eredmény            | Ellenfél Eredmény          | Ellenfél Eredmény | Helyezés |
| ------------------- | ------------ | ------------------------------------------- | ------------------------------- | -------------------------- | -------------------- | ---------------------- | -------------------------- | ---------------------------- | -------------------------- | ----------------- | -------- |
| Jana Perlberg       | Légsúly      | erőnyerő                                    | Małgorzata Roszkowska (POL) · V | kiesett                    | kiesett              |                        |                            |                              |                            |                   | 15.      |
| Alexa von Schwichow | Harmatsúly   | erőnyerő                                    | Legna Verdecia (CUB) · V        |                            |                      |                        | Szugavara Noriko (JPN) · V | kiesett                      | kiesett                    |                   | 9.       |
| Susann Singer       | Váltósúly    | Csong Szongszuk (Jeong Seong-Suk) (KOR) · V |                                 |                            |                      | Laurie Pace (MLT) · GY | İlknur Kobaş (TUR) · V     | kiesett                      | kiesett                    |                   | 9.       |
| Anja von Rekowski   | Középsúly    | Emanuela Pierantozzi (ITA) · GY             | Rowena Sweatman (GBR) · V       | kiesett                    | kiesett              |                        |                            |                              |                            |                   | 14.      |
| Hannah Ertel        | Félnehézsúly | Sandra Bacher (USA) · GY                    | Tanabe Jóko (JPN) · V           |                            |                      | erőnyerő               | Kate Howey (GBR) · GY      | Diadenys Luna (CUB) · V      | kiesett                    |                   | 7.       |
| Johanna Hagn        | Nehézsúly    | erőnyerő                                    | Angelique Seriese (NED) · GY    | Donata Burgatta (ITA) · GY | Sun Fuming (CHN) · V |                        | Michelle Rogers (GBR) · GY | Edinanci da Silva (BRA) · GY | Beata Maksymowa (POL) · GY |                   |          |

## Evezés
Férfi
| Versenyző | Versenyszám                          | Előfutam | Előfutam | 1. vigaszág | 1. vigaszág | 2. vigaszág | 2. vigaszág | Elődöntő | Elődöntő | Elődöntő | Döntő | Döntő   | Döntő | Helyezés |
| Versenyző | Versenyszám                          | Idő      | Hely.    | Idő         | Hely.       | Idő         | Hely.       | Típus    | Idő      | Hely.    | Típus | Idő     | Hely. | Helyezés |
| --- | ------------------------------------ | -------- | -------- | ----------- | ----------- | ----------- | ----------- | -------- | -------- | -------- | ----- | ------- | ----- | -------- |
| Thomas Lange | Egypárevezős                         | 7:34,52  | 1.       | erőnyerő    | erőnyerő    |             |             | A/B      | 7:12,30  | 1.       | A     | 6:47,72 | 3.    |          |
| Sebastian Mayer Roland Opfer | Kétpárevezős                         | 6:51,41  | 2.       | 6:47,52     | 1.          | erőnyerő    | erőnyerő    | A/B      | 6:42,57  | 3.       | A     | 6:29,32 | 6.    | 6.       |
| Matthias Ungemach Colin von Ettingshausen                                                                                              | Kormányos nélküli kettes             | 6:57,78  | 4.       | 7:11,67     | 5.          |             |             |          |          |          | C     | 7:06,88 | 3.    | 15.      |
| André Steiner Andreas Hajek Stephan Volkert André Willms                                                                               | Négypárevezős                        | 6:06,33  | 1.       | erőnyerő    | erőnyerő    |             |             | A/B      | 5:55,10  | 1.       | A     | 5:56,93 | 1.    |          |
| Stefan Forster Ike Landvoigt Claas Peter Fischer Stefan Scholz                                                                         | Kormányos nélküli négyes             | 6:21,98  | 4.       | 6:29,10     | 1.          |             |             | A/B      | 6:19,06  | 6.       | B     | 5:57,77 | 3.    | 9.       |
| Frank Richter Mark Kleinschmidt Wolfram Huhn Marc Weber Detlef Kirchhoff Thorsten Streppelhoff Ulrich Viefers Roland Baar Peter Thiede | Nyolcas                              | 5:46,04  | 2.       | 5:30,61     | 1.          |             |             |          |          |          | A     | 5:44,58 | 2.    |          |
| Peter Uhrig Ingo Euler | Könnyűsúlyú kétpárevezős             | 6:54,82  | 2.       | 6:18,11     | 2.          |             |             | A/B      | 6:40,14  | 6.       | B     | 6:30,43 | 5.    | 11.      |
| Tobias Rose Martin Weis Michael Buchheit Bernhard Stomporowski                                                                         | Könnyűsúlyú kormányos nélküli négyes | 6:22,97  | 2.       | 5:58,90     | 1.          |             |             | A/B      | 6:12,73  | 3.       | A     | 6:14,79 | 5.    | 5.       |

Női
| Versenyző | Versenyszám              | Előfutam | Előfutam | Vigaszág | Vigaszág | Elődöntő | Elődöntő | Elődöntő | Döntő | Döntő   | Döntő | Helyezés |
| Versenyző | Versenyszám              | Idő      | Hely.    | Idő      | Hely.    | Típus    | Idő      | Hely.    | Típus | Idő     | Hely. | Helyezés |
| --- | ------------------------ | -------- | -------- | -------- | -------- | -------- | -------- | -------- | ----- | ------- | ----- | -------- |
| Meike Evers | Egypárevezős             | 8:24,14  | 5.       | 8:54,05  | 4.       |          |          |          | C     | 8:16,51 | 1.    | 13.      |
| Jana Thieme Manuela Lutze | Kétpárevezős             | 7:21,13  | 2.       | erőnyerő | erőnyerő | A/B      | 7:19,62  | 3.       | A     | 7:04,14 | 5.    | 5.       |
| Kathrin Haacker Stefani Werremeier                                                                                                  | Kormányos nélküli kettes | 7:28,65  | 2.       | erőnyerő | erőnyerő | A/B      | 7:34,80  | 3.       | A     | 7:08,49 | 4.    | 4.       |
| Jana Sorgers Katrin Rutschow-Stomporowski Kathrin Boron Kerstin Köppen                                                              | Négypárevezős            | 6:36,00  | 1.       | erőnyerő | erőnyerő |          |          |          | A     | 6:27,44 | 1.    |          |
| Ina Justh Antje Rehaag Kathleen Naser Andrea Gesch Dana Pyritz Micaela Schmidt Anja Pyritz Ute Schell-Wagner-Stange Daniela Neunast | Nyolcas                  | 6:33,90  | 3.       | 6:09,43  | 5.       |          |          |          | B     | 6:17,73 | 2.    | 8.       |
| Michelle Darvill Ruth Kaps | Könnyűsúlyú kétpárevezős | 7:45,52  | 2.       | 7:05,29  | 2.       | A/B      | 7:19,69  | 4.       | B     | 7:04,31 | 2.    | 8.       |

## Gyeplabda

### Férfi
| Német férfi gyeplabdacsapat-játékoskeret | Német férfi gyeplabdacsapat-játékoskeret |
| --- | --- |
| - Christopher Reitz - Michael Knauth - Jan Peter Tewes - Carsten Fischer - Chrisitan Blunck - Stefan Saliger - Björn Emmerling - Patrick Bellenbaum | - Sven Meinhardt - Christoph Bechmann - Oliver Domke - Andreas Becker - Michael Green - Klaus Michler - Volker Fried - Christian Mayerhöfer |

#### Eredmények
Csoportkör
A csoport
| Csapat                 | M | Gy | D | V | G+ | G– | Gk  | P |
| ---------------------- | - | -- | - | - | -- | -- | --- | - |
| Spanyolország (ESP)    | 5 | 4  | 0 | 1 | 14 | 5  | +9  | 8 |
| Németország (GER)      | 5 | 3  | 1 | 1 | 10 | 3  | +7  | 7 |
| India (IND)            | 5 | 2  | 2 | 1 | 8  | 3  | +5  | 6 |
| Pakisztán (PAK)        | 5 | 2  | 1 | 2 | 11 | 8  | +3  | 5 |
| Argentína (ARG)        | 5 | 2  | 0 | 3 | 9  | 13 | –4  | 4 |
| Egyesült Államok (USA) | 5 | 0  | 0 | 5 | 3  | 23 | –20 | 0 |

| 1996. július 20. 09:00 | Spanyolország (ESP) | 1–0   | Németország (GER) | Játékvezetők: Donald Prior (AUS), Craig Madden (GBR) |
| 1996. július 20. 09:00 | Jo. Arnau 50'       | (0–0) |                   | Játékvezetők: Donald Prior (AUS), Craig Madden (GBR) |

| 1996. július 22. 17:30 | Németország (GER) | 1–1   | India (IND)         | Játékvezetők: Floris Idenburg (NED) Roger St Rose (TRI) |
| 1996. július 22. 17:30 | Saliger 66'       | (0–0) | Kumár Nandanúri 62' | Játékvezetők: Floris Idenburg (NED) Roger St Rose (TRI) |

| 1996. július 24. 20:00 | Németország (GER)              | 3–1   | Pakisztán (PAK) | Játékvezetők: Patrick van Beneden (BEL), Donald Prior (AUS) |
| 1996. július 24. 20:00 | Becker 6', 49' · Meinhardt 39' | (1–0) | Khalid 62'      | Játékvezetők: Patrick van Beneden (BEL), Donald Prior (AUS) |

| 1996. július 26. 09:00 | Németország (GER)                         | 3–0   | Argentína (ARG) | Játékvezetők: Floris Idenburg (NED), Donald Prior (AUS) |
| 1996. július 26. 09:00 | Saliger 16' · Becker 19' · Bellenbaum 64' | (2–0) |                 | Játékvezetők: Floris Idenburg (NED), Donald Prior (AUS) |

| 1996. július 28. 17:30 | Németország (GER)             | 3–0   | Egyesült Államok (USA) | Játékvezetők: Peter von Reth (NED), Vasutheven Sasidharan (MAS) |
| 1996. július 28. 17:30 | Fischer 11', 22' · Blunck 23' | (3–0) |                        | Játékvezetők: Peter von Reth (NED), Vasutheven Sasidharan (MAS) |

Elődöntő
| 1996. július 31. 20:00 | Németország (GER) | 1–3   | Hollandia (NED)             | Játékvezetők: Donald Prior (AUS), Ray O'Connor (IRL) |
| 1996. július 31. 20:00 | Meinhardt 60'     | (0–1) | van den Honert 3', 45', 53' | Játékvezetők: Donald Prior (AUS), Ray O'Connor (IRL) |

Bronzmérkőzés
| 1996. augusztus 2. 17:00 | Ausztrália (AUS)            | 3–2   | Németország (GER)         | Játékvezetők: Eduardo Ruiz (ARG), Peter von Reth (NED) |
| 1996. augusztus 2. 17:00 | Stacy 14', 63' · Choppy 69' | (1–0) | Meinhardt 40' · Domke 46' | Játékvezetők: Eduardo Ruiz (ARG), Peter von Reth (NED) |

| Csapat            | Helyezés |
| ----------------- | -------- |
| Németország (GER) | 4.       |

### Női
| Német női gyeplabdacsapat-játékoskeret | Német női gyeplabdacsapat-játékoskeret |
| --- | --- |
| - Susanne Wollschläger - Birgit Beyer - Vanessa van Kooperen - Tanja Dickenscheid - Nadine Ernsting-Krienke - Simone Thomaschinski-Gräßer - Irina Kuhnt - Melanie Cremer | - Franziska Hentschel - Tina Peters - Eva Hagenbäumer - Britta Becker - Natascha Keller - Philippa Suxdorf - Heike Lätzsch - Katrin Kauschke |

#### Eredmények
Csoportkör
| Csapat                 | M | Gy | D | V | G+ | G– | Gk  | P  |
| ---------------------- | - | -- | - | - | -- | -- | --- | -- |
| Ausztrália (AUS)       | 7 | 6  | 1 | 0 | 24 | 4  | +20 | 13 |
| Dél-Korea (KOR)        | 7 | 4  | 2 | 1 | 18 | 9  | +9  | 10 |
| Nagy-Britannia (GBR)   | 7 | 3  | 2 | 2 | 12 | 11 | +1  | 8  |
| Hollandia (NED)        | 7 | 3  | 2 | 2 | 15 | 15 | 0   | 8  |
| Egyesült Államok (USA) | 7 | 2  | 2 | 3 | 8  | 11 | –3  | 6  |
| Németország (GER)      | 7 | 2  | 1 | 4 | 10 | 11 | –1  | 5  |
| Argentína (ARG)        | 7 | 2  | 1 | 4 | 7  | 21 | –14 | 5  |
| Spanyolország (ESP)    | 7 | 0  | 1 | 6 | 5  | 17 | –12 | 1  |

| 1996. július 20. 17:30 | Argentína (ARG) | 0–2   | Németország (GER)              | Játékvezetők: Janice McDonald (GBR), Angela Lario Ruiz (ESP) |
| 1996. július 20. 17:30 |                 | (0–1) | van Kooperen 17' · Lätzsch 39' | Játékvezetők: Janice McDonald (GBR), Angela Lario Ruiz (ESP) |

| 1996. július 21. 17:30 | Spanyolország (ESP) | 1–2   | Németország (GER)                | Játékvezetők: Laura Crespo (ARG), Gill Clarke (GBR) |
| 1996. július 21. 17:30 | Telleria 31'        | (1–1) | Hentschel 15' · van Kooperen 56' | Játékvezetők: Laura Crespo (ARG), Gill Clarke (GBR) |

| 1996. július 23. 09:00 | Ausztrália (AUS) | 1–0   | Németország (GER) | Játékvezetők: Lee Mi-Ok (KOR), Gina Spitaleri (ITA) |
| 1996. július 23. 09:00 | Roche 25'        | (1–0) |                   | Játékvezetők: Lee Mi-Ok (KOR), Gina Spitaleri (ITA) |

| 1996. július 25. 11:00 | Hollandia (NED)                               | 4–3   | Németország (GER)               | Játékvezetők: Laura Crespo (ARG), Margaret Lanning (CAN) |
| 1996. július 25. 11:00 | Kuipers 3' · de Ruiter 21' · Donners 52', 63' | (2–1) | Becker 27', 43' · Hentschel 55' | Játékvezetők: Laura Crespo (ARG), Margaret Lanning (CAN) |

| 1996. július 26. 17:30 | Egyesült Államok (USA) | 1–1   | Németország (GER) | Játékvezetők: Kazuko Yasueda (JPN), Janice McDonald (GBR) |
| 1996. július 26. 17:30 | Werley 54'             | (0–1) | Cremer 3'         | Játékvezetők: Kazuko Yasueda (JPN), Janice McDonald (GBR) |

| 1996. július 28. 09:00 | Németország (GER)          | 2–3   | Nagy-Britannia (GBR)           | Játékvezetők: Miriam van Gemert (NED), Laura Crespo (ARG) |
| 1996. július 28. 09:00 | Hentschel 29' · Becker 38' | (1–0) | Atkins 51', 69' · Sixsmith 61' | Játékvezetők: Miriam van Gemert (NED), Laura Crespo (ARG) |

| 1996. július 30. 11:00 | Németország (GER) | 0–1   | Dél-Korea (KOR)    | Játékvezetők: Gina Spitaleri (ITA), Kató Naomi (JPN) |
| 1996. július 30. 11:00 |                   | (0–1) | Csang Undzsong 31' | Játékvezetők: Gina Spitaleri (ITA), Kató Naomi (JPN) |

| Csapat            | Helyezés |
| ----------------- | -------- |
| Németország (GER) | 6.       |

## Íjászat
Női
| Versenyző                                           | Versenyszám | Selejtező | Selejtező | 64-es főtábla                            | 32-es főtábla                                     | Nyolcaddöntő                                                                               | Negyeddöntő                                                        | Elődöntő                                                                                  | Döntő | Helyezés |
| Versenyző                                           | Versenyszám | Pont      | Kiemelt   | Ellenfél Eredmény                        | Ellenfél Eredmény                                 | Ellenfél Eredmény                                                                          | Ellenfél Eredmény                                                  | Ellenfél Eredmény                                                                         | Ellenfél Eredmény | Helyezés |
| --------------------------------------------------- | ----------- | --------- | --------- | ---------------------------------------- | ------------------------------------------------- | ------------------------------------------------------------------------------------------ | ------------------------------------------------------------------ | ----------------------------------------------------------------------------------------- | --- | -------- |
| Barbara Mensing                                     | Egyéni      | 632       | 42.       | Jelena Tutacsikova (RUS) (23.) · 150–145 | Nurfitriyana Saiman-Lantang (INA) (55.) · 144–141 | Natalia Valeeva (MDA) (7.) · 163–158                                                       | He Ying (CHN) (2.) · 93–103                                        | kiesett                                                                                   | kiesett | 8.       |
| Sandra Wagner-Sachse                                | Egyéni      | 640       | 24.       | Lin Ya-Hua (TPE) (41.) · 158–162         | kiesett                                           | kiesett                                                                                    | kiesett                                                            | kiesett                                                                                   | kiesett | 34.      |
| Cornelia Pfohl                                      | Egyéni      | 621       | 47.       | Volha Zabuhina (BLR) (18.) · 152–158     | kiesett                                           | kiesett                                                                                    | kiesett                                                            | kiesett                                                                                   | kiesett | 40.      |
| Barbara Mensing Cornelia Pfohl Sandra Wagner-Sachse | Csapat      | 632       | 11.       |                                          |                                                   | Olaszország (ITA) · Giovanna Aldegani · Giuseppina Di Blasi · Paola Fantato (6.) · 245–236 | Kína (CHN) · He Ying · Wang Xiaozhu · Yang Jianping (3.) · 232–231 | Törökország (TUR) · Elif Altınkaynak · Elif Ekşi · Natalia Nasaridze-Çakir (2.) · 239–237 | Dél-Korea (KOR) · Kim Dzsoszun (Kim Jo-Sun) · Kim Gjonguk (Kim Gyeong-Uk) · Jun Hjejong (Yun Hye-Yeong) (1.) · 235–245 |          |

## Kajak-kenu

### Síkvízi
Férfi
| Versenyző                                            | Versenyszám         | Előfutam | Előfutam | Előfutam | Vigaszág | Vigaszág | Vigaszág | Elődöntő | Elődöntő | Elődöntő | Döntő    | Döntő    |
| Versenyző                                            | Versenyszám         | Idő      | Hely.    | Össz.    | Idő      | Hely.    | Össz.    | Idő      | Hely.    | Össz.    | Idő      | Helyezés |
| ---------------------------------------------------- | ------------------- | -------- | -------- | -------- | -------- | -------- | -------- | -------- | -------- | -------- | -------- | -------- |
| Lutz Liwowski                                        | Kajak egyes 500 m   | 1:41,079 | 2.       | 2.       | erőnyerő | erőnyerő | erőnyerő | 1:40,319 | 1.       | 3.       | 1:39,307 | 5.       |
| Lutz Liwowski                                        | Kajak egyes 1000 m  | 3:44,776 | 3.       | 3.       | erőnyerő | erőnyerő | erőnyerő | 3:42,567 | 3.       | 3.       | 3:30,025 | 4.       |
| Kay Bluhm Torsten Gutsche                            | Kajak kettes 500 m  | 1:31,361 | 1.       | 1.       | erőnyerő | erőnyerő | erőnyerő | 1:29,883 | 1.       | 2.       | 1:28,697 |          |
| Kay Bluhm Torsten Gutsche                            | Kajak kettes 1000 m | 3:39,388 | 1.       | 3.       | erőnyerő | erőnyerő | erőnyerő | 3:19,394 | 3.       | 8.       | 3:10,518 |          |
| Detlef Hofmann Olaf Winter Thomas Reineck Mark Zabel | Kajak négyes 1000 m | 3:07,908 | 1.       | 2.       |          |          |          | erőnyerő | erőnyerő | erőnyerő | 2:51,528 |          |
| Thomas Zereske                                       | Kenu egyes 500 m    | 1:53,840 | 1.       | 12.      |          |          |          | erőnyerő | erőnyerő | erőnyerő | 1:52,358 | 5.       |
| Patrick Schulze                                      | Kenu egyes 1000 m   | 4:21,114 | 2.       | 2.       |          |          |          | erőnyerő | erőnyerő | erőnyerő | 3:57,778 | 4.       |
| Andreas Dittmer Gunar Kirchbach                      | Kenu kettes 500 m   | 1:45,145 | 2.       | 4.       | erőnyerő | erőnyerő | erőnyerő | 1:43,650 | 2.       | 6.       | 1:41,760 | 4.       |
| Andreas Dittmer Gunar Kirchbach                      | Kenu kettes 1000 m  | 4:00,851 | 1.       | 1.       |          |          |          | erőnyerő | erőnyerő | erőnyerő | 3:31,870 |          |

Női
| Versenyző                                                 | Versenyszám        | Előfutam | Előfutam | Előfutam | Vigaszág | Vigaszág | Vigaszág | Elődöntő | Elődöntő | Elődöntő | Döntő    | Döntő    |
| Versenyző                                                 | Versenyszám        | Idő      | Hely.    | Össz.    | Idő      | Hely.    | Össz.    | Idő      | Hely.    | Össz.    | Idő      | Helyezés |
| --------------------------------------------------------- | ------------------ | -------- | -------- | -------- | -------- | -------- | -------- | -------- | -------- | -------- | -------- | -------- |
| Birgit Fischer                                            | Kajak egyes 500 m  | 1:54,880 | 3.       | 9.       | erőnyerő | erőnyerő | erőnyerő | 1:51,863 | 3.       | 8.       | 1:49,383 | 4.       |
| Ramona Portwich Birgit Fischer                            | Kajak kettes 500 m | 1:45,504 | 1.       | 7.       | erőnyerő | erőnyerő | erőnyerő | 1:43,069 | 2.       | 2.       | 1:39,689 |          |
| Ramona Portwich Manuela Mucke Birgit Fischer Anett Schuck | Kajak négyes 500 m | 1:37,895 | 1.       | 1.       |          |          |          | erőnyerő | erőnyerő | erőnyerő | 1:31,077 |          |

### Szlalom
| Versenyző                     | Versenyszám       | Döntő    | Döntő    | Döntő                 | Döntő    | Döntő         | Döntő         |
| Versenyző                     | Versenyszám       | 1. futam | 1. futam | 2. futam              | 2. futam | Jobb eredmény | Jobb eredmény |
| Versenyző                     | Versenyszám       | Pont     | Hely.    | Pont                  | Hely.    | Pont          | Helyezés      |
| ----------------------------- | ----------------- | -------- | -------- | --------------------- | -------- | ------------- | ------------- |
| Oliver Fix                    | Férfi kajak egyes | 141,22   | 1.       | 209,75                | 37.      | 141,22        |               |
| Thomas Becker                 | Férfi kajak egyes | 144,48   | 2.       | 142,79                | 2.       | 142,79        |               |
| Jochen Lettmann               | Férfi kajak egyes | 145,99   | 5.       | 150,97                | 12.      | 145,99        | 8.            |
| Martin Lang                   | Férfi kenu egyes  | 159,91   | 5.       | 167,24                | 11.      | 159,91        | 7.            |
| Vitus Husek                   | Férfi kenu egyes  | 167,48   | 14.      | 164,29                | 7.       | 164,29        | 12.           |
| Sören Kaufmann                | Férfi kenu egyes  | 168,43   | 15.      | 177,25                | 15.      | 168,43        | 17.           |
| André Ehrenberg Michael Senft | Férfi kenu kettes | 167,33   | 1.       | 163,72 (idő: 2:38,72) | 3.       | 163,72        |               |
| Manfred Berro Michael Trummer | Férfi kenu kettes | 180,55   | 6.       | 163,72 (idő: 2:43,72) | 4.       | 163,72        | 4.            |
| Elisabeth Micheler-Jones      | Női kajak egyes   | 176,56   | 5.       | 461,73                | 29.      | 176,56        | 10.           |
| Kordula Striepecke            | Női kajak egyes   | 326,63   | 24.      | 176,98                | 8.       | 176,98        | 11.           |

## Kerékpározás

### Hegyi-kerékpározás
| Versenyző      | Versenyszám        | Idő                | Helyezés      |
| -------------- | ------------------ | ------------------ | ------------- |
| Ralph Berner   | Férfi terepverseny | 2:27:45 (+0:10:07) | 10.           |
| Mike Kluge     | Férfi terepverseny | nem ért célba      | nem ért célba |
| Regina Marunde | Női terepverseny   | 1:57:21 (+0:06:30) | 7.            |

### Országúti kerékpározás
Férfi
| Versenyző    | Versenyszám   | Idő                | Helyezés      |
| ------------ | ------------- | ------------------ | ------------- |
| Michael Rich | Időfutam      | 1:07:08 (+0:03:03) | 10.           |
| Michael Rich | Mezőnyverseny | nem ért célba      | nem ért célba |
| Olaf Ludwig  | Mezőnyverseny | 4:56:32 (+2:36)    | 16.           |
| Erik Zabel   | Mezőnyverseny | 4:56:43 (+2:47)    | 20.           |
| Rolf Aldag   | Mezőnyverseny | 4:56:44 (+2:48)    | 28.           |
| Uwe Peschel  | Mezőnyverseny | nem ért célba      | nem ért célba |
| Uwe Peschel  | Időfutam      | 1:07:33 (+0:03:28) | 12.           |

Női
| Versenyző     | Versenyszám   | Idő             | Helyezés |
| ------------- | ------------- | --------------- | -------- |
| Vera Hohlfeld | Mezőnyverseny | 2:37:06 (+0:53) | 4.       |

### Pálya-kerékpározás
Sprintversenyek
| Versenyző      | Versenyszám  | Selejtező | Selejtező | 1. forduló                             | Vigaszág               | Vigaszág | 2. forduló                           | Vigaszág               | Vigaszág | Nyolcaddöntő                    | Vigaszág                                           | Vigaszág | Negyeddöntő                                    | 5–8. helyért                                                               | 5–8. helyért | Elődöntő                                 | Döntő                                         | Helyezés |
| Versenyző      | Versenyszám  | Idő       | Hely.     | Ellenfél Győztes idő                   | Ellenfelek Győztes idő | Hely.    | Ellenfél Győztes idő                 | Ellenfelek Győztes idő | Hely.    | Ellenfél Győztes idő            | Ellenfelek Győztes idő                             | Hely.    | Ellenfél Győztes idő                           | Ellenfelek Győztes idő                                                     | Hely.        | Ellenfél Győztes idő                     | Ellenfél Győztes idő                          | Helyezés |
| -------------- | ------------ | --------- | --------- | -------------------------------------- | ---------------------- | -------- | ------------------------------------ | ---------------------- | -------- | ------------------------------- | -------------------------------------------------- | -------- | ---------------------------------------------- | -------------------------------------------------------------------------- | ------------ | ---------------------------------------- | --------------------------------------------- | -------- |
| Jens Fiedler   | Férfi egyéni | 10,232    | 4.        | Gianluca Capitano (ITA) · 11,722       |                        |          | José Antonio Escuredo (ESP) · 10,597 |                        |          | Viesturs Bērziņš (LAT) · 10,808 |                                                    |          | Florian Rousseau (FRA) · 10,752; 10,957        |                                                                            |              | Gary Neiwand (AUS) · 10,618; 10,974      | Marty Nothstein (USA) · 10,664; 11,074        |          |
| Eyk Pokorny    | Férfi egyéni | 10,233    | 5.        | Peter Bazálik (SVK) · 10,995           |                        |          | José Moreno (ESP) · 10,966           |                        |          | Florian Rousseau (FRA) · 10,828 | Roberto Chiappa (ITA) · José Moreno (ESP) · 10,982 | 1.       | Gary Neiwand (AUS) · 10,794; 11,091            | Darryn Hill (AUS) · Frédéric Magné (FRA) · Florian Rousseau (FRA) · 11,072 | 3.           |                                          |                                               | 7.       |
| Annett Neumann | Női egyéni   | 11,536    | 6.        | Connie Paraskevin-Young (USA) · 12,078 |                        |          |                                      |                        |          |                                 |                                                    |          | Okszana Grisina (RUS) · 12,119; 11,864; 12,060 |                                                                            |              | Félicia Ballanger (FRA) · 12,022; 12,046 | Ingrid Haringa (NED) · 12,620; 12,074; 11,782 | 4.       |

Üldözőversenyek
| Versenyző                                          | Versenyszám  | Selejtező | Selejtező | Negyeddöntő                      | Negyeddöntő | Elődöntő                        | Elődöntő  | Döntő        | Döntő     | Helyezés |
| Versenyző                                          | Versenyszám  | Idő       | Hely.     | Ellenfél Idő                     | Saját idő   | Ellenfél Idő                    | Saját idő | Ellenfél Idő | Saját idő | Helyezés |
| -------------------------------------------------- | ------------ | --------- | --------- | -------------------------------- | ----------- | ------------------------------- | --------- | ------------ | --------- | -------- |
| Heiko Szonn                                        | Férfi egyéni | 4:29,931  | 6.        | Alekszej Markov (RUS) · 4:24,863 | 4:31,583    | kiesett                         | kiesett   | kiesett      | kiesett   | 6.       |
| Judith Arndt                                       | Női egyéni   | 3:40,335  | 5.        | Rebecca Twigg (USA) · 3:41,611   | 3:38,898    | Marion Clignet (FRA) · 3:35,412 | 3:38,744  | kiesett      | kiesett   |          |
| Robert Bartko Guido Fulst Danilo Hondo Heiko Szonn | Férfi csapat | 4:15,140  | 9.        | kiesett                          | kiesett     | kiesett                         | kiesett   | kiesett      | kiesett   | 9.       |

Időfutam
| Név            | Versenyszám  | Idő      | Helyezés |
| -------------- | ------------ | -------- | -------- |
| Sören Lausberg | Férfi egyéni | 1:03,514 | 4.       |

Pontversenyek
| Név          | Versenyszám       | Pont | Körhátrány | Helyezés |
| ------------ | ----------------- | ---- | ---------- | -------- |
| Guido Fulst  | Férfi pontverseny | 7    | -1         | 10.      |
| Judith Arndt | Női pontverseny   | 2    | 0          | 13.      |

## Kézilabda

### Férfi
| Német férfi kézilabdacsapat-játékoskeret                                                                                                 | Német férfi kézilabdacsapat-játékoskeret                                                                                   |
| --- | --- |
| - Andreas Thiel - Christian Scheffler - Christian Schwarzer - Daniel Stephan - Holger Löhr - Jan Fegter - Jan Holpert - Karsten Kohlhaas | - Klaus-Dieter Petersen - Markus Baur - Martin Schmidt - Martin Schwalb - Stefan Kretzschmar - Thomas Knorr - Volker Zerbe |

#### Eredmények
Csoportkör
B csoport
| Csapat              | M | Gy | D | V | G+  | G–  | Gk  | P |
| ------------------- | - | -- | - | - | --- | --- | --- | - |
| Franciaország (FRA) | 5 | 4  | 0 | 1 | 145 | 114 | +31 | 8 |
| Spanyolország (ESP) | 5 | 4  | 0 | 1 | 114 | 97  | +17 | 8 |
| Egyiptom (EGY)      | 5 | 3  | 0 | 2 | 113 | 103 | +10 | 6 |
| Németország (GER)   | 5 | 3  | 0 | 2 | 121 | 112 | +9  | 6 |
| Algéria (ALG)       | 5 | 0  | 1 | 4 | 95  | 117 | –22 | 1 |
| Brazília (BRA)      | 5 | 0  | 1 | 4 | 100 | 145 | –45 | 1 |

| 1996. július 24. 20:45 | Németország (GER) | 30–20  | Brazília (BRA) | Játékvezetők: Bruce Boehne, Thomas Bojsen (USA) |
| 1996. július 24. 20:45 | Löhr 7            | (13–7) | Barros 4       | Játékvezetők: Bruce Boehne, Thomas Bojsen (USA) |
| 1996. július 24. 20:45 |                   |        |                | Játékvezetők: Bruce Boehne, Thomas Bojsen (USA) |

| 1996. július 25. 16:15 | Spanyolország (ESP) | 22–20   | Németország (GER) | Játékvezetők: Peter Brussel, Anton van Dongen (NED) |
| 1996. július 25. 16:15 | Olalla, Garralda 4  | (11–10) | Zerbe 6           | Játékvezetők: Peter Brussel, Anton van Dongen (NED) |
| 1996. július 25. 16:15 |                     |         |                   | Játékvezetők: Peter Brussel, Anton van Dongen (NED) |

| 1996. július 27. 16:15 | Németország (GER) | 22–24  | Egyiptom (EGY) | Játékvezetők: Valter Dancescu, Ion Mateescu (ROU) |
| 1996. július 27. 16:15 | Schwalb 6         | (9–11) | El-Attar 5     | Játékvezetők: Valter Dancescu, Ion Mateescu (ROU) |
| 1996. július 27. 16:15 |                   |        |                | Játékvezetők: Valter Dancescu, Ion Mateescu (ROU) |

| 1996. július 29. 14:30 | Németország (GER) | 25–23   | Algéria (ALG) | Játékvezetők: Vladimir Vujnovic, Petar Mladinic (CRO) |
| 1996. július 29. 14:30 | Kretzschmar 5     | (13–12) | Saïdi 6       | Játékvezetők: Vladimir Vujnovic, Petar Mladinic (CRO) |
| 1996. július 29. 14:30 |                   |         |               | Játékvezetők: Vladimir Vujnovic, Petar Mladinic (CRO) |

| 1996. július 31. 16:15 | Franciaország (FRA) | 23–24   | Németország (GER) | Játékvezetők: Peter Brussel, Anton van Dongen (NED) |
| 1996. július 31. 16:15 | Prandi, Stoecklin 6 | (10–12) | Fegter 7          | Játékvezetők: Peter Brussel, Anton van Dongen (NED) |
| 1996. július 31. 16:15 |                     |         |                   | Játékvezetők: Peter Brussel, Anton van Dongen (NED) |

A 7. helyért
| 1996. augusztus 2. 14:30 | Svájc (SUI) | 16–23   | Németország (GER)    | Játékvezetők: Per Elbrond, Kjeld Lovquist (DEN) |
| 1996. augusztus 2. 14:30 | Schärer 6   | (10–12) | Scheffler, Stephan 5 | Játékvezetők: Per Elbrond, Kjeld Lovquist (DEN) |
| 1996. augusztus 2. 14:30 |             |         |                      | Játékvezetők: Per Elbrond, Kjeld Lovquist (DEN) |

| Csapat            | Helyezés |
| ----------------- | -------- |
| Németország (GER) | 7.       |

### Női
| Német női kézilabdacsapat-játékoskeret                                                                                       | Német női kézilabdacsapat-játékoskeret                                                                                                 |
| --- | --- |
| - Andrea Bölk - Bianca Urbanke - Tine Lindemann - Csilla Elekes - Eike Bram - Emilia Luca - Eva Kiss-Györi - Franziska Heinz | - Grit Jurack - Heike Murrweiss - Marlies Waelzer - Melanie Schliecker - Michaela Erler - Michaela Schanze - Miroslava Ritskiavitchius |

#### Eredmények
Csoportkör
B csoport
| Csapat            | M | Gy | D | V | G+ | G– | Gk  | P |
| ----------------- | - | -- | - | - | -- | -- | --- | - |
| Dél-Korea (KOR)   | 3 | 3  | 0 | 0 | 83 | 60 | +23 | 6 |
| Norvégia (NOR)    | 3 | 2  | 0 | 1 | 79 | 66 | +13 | 4 |
| Németország (GER) | 3 | 1  | 0 | 2 | 70 | 73 | –3  | 2 |
| Angola (ANG)      | 3 | 0  | 0 | 3 | 49 | 82 | –33 | 0 |

| 1996. július 26. 16:30 | Dél-Korea (KOR)           | 33–20   | Németország (GER) | Játékvezetők: Per Elbrond, Kjeld Lovquist (DEN) |
| 1996. július 26. 16:30 | Im Ogjong (Im O-gyeong) 7 | (17–12) | Luca, Erler 4     | Játékvezetők: Per Elbrond, Kjeld Lovquist (DEN) |
| 1996. július 26. 16:30 |                           |         |                   | Játékvezetők: Per Elbrond, Kjeld Lovquist (DEN) |

| 1996. július 28. 16:30 | Németország (GER) | 23–28   | Norvégia (NOR) | Játékvezetők: Francois Garcia, Jean Pierre Moreno (FRA) |
| 1996. július 28. 16:30 | Ritskiavitchius 8 | (11–15) | Grini 10       | Játékvezetők: Francois Garcia, Jean Pierre Moreno (FRA) |
| 1996. július 28. 16:30 |                   |         |                | Játékvezetők: Francois Garcia, Jean Pierre Moreno (FRA) |

| 1996. július 30. 12:00 | Németország (GER) | 27–12  | Angola (ANG) | Játékvezetők: Mohammad al Houli, Khalaf Alenezi (KUW) |
| 1996. július 30. 12:00 | Jurack, Waelzer 5 | (10–6) | Webba 5      | Játékvezetők: Mohammad al Houli, Khalaf Alenezi (KUW) |
| 1996. július 30. 12:00 |                   |        |              | Játékvezetők: Mohammad al Houli, Khalaf Alenezi (KUW) |

Az 5. helyért
| 1996. augusztus 1. 14:30 | Németország (GER) | 26–28   | Kína (CHN)          | Játékvezetők: Vladimir Vujnovic, Petar Mladinic (CRO) |
| 1996. augusztus 1. 14:30 | Heinz 7           | (12–16) | Si Vej (Shi Wei) 12 | Játékvezetők: Vladimir Vujnovic, Petar Mladinic (CRO) |
| 1996. augusztus 1. 14:30 |                   |         |                     | Játékvezetők: Vladimir Vujnovic, Petar Mladinic (CRO) |

| Csapat            | Helyezés |
| ----------------- | -------- |
| Németország (GER) | 6.       |

## Labdarúgás

### Női
| Német női labdarúgócsapat-játékoskeret | Német női labdarúgócsapat-játékoskeret                                                                         |
| --- | --- |
| - Manuela Goller - Jutta Nardenbach - Birgitt Austermühl - Kerstin Stegemann - Doris Fitschen - Dagmar Pohlmann - Martina Voss - Bettina Wiegmann | - Heidi Mohr - Silvia Neid - Patricia Brocker - Sandra Minnert - Pia Wunderlich - Birgit Prinz - Renate Lingor |

#### Eredmények
Csoportkör
F csoport
| Csapat            | M | Gy | D | V | Rg | Kg | Gk | P |
| ----------------- | - | -- | - | - | -- | -- | -- | - |
| Norvégia (NOR)    | 3 | 2  | 1 | 0 | 9  | 4  | +5 | 7 |
| Brazília (BRA)    | 3 | 1  | 2 | 0 | 5  | 3  | +2 | 5 |
| Németország (GER) | 3 | 1  | 1 | 1 | 6  | 6  | 0  | 4 |
| Japán (JPN)       | 3 | 0  | 0 | 3 | 2  | 9  | –7 | 0 |

| 1996. július 21. 13:30 |

| Németország (GER)                      | 3–2               | Japán (JPN)        |
| -------------------------------------- | ----------------- | ------------------ |
| Wiegmann 5' Tómei 29' (öngól) Mohr 52' | (2–2) Jegyzőkönyv | Kioka 18' Noda 33' |

| Legion Field, Birmingham Nézőszám: 44 211 Játékvezető: Sonia Denoncourt (kanadai) |

| 1996. július 23. 18:30 |

| Norvégia (NOR)                   | 3–2               | Németország (GER)      |
| -------------------------------- | ----------------- | ---------------------- |
| Aarønes 5' Medalen 34' Riise 65' | (2–1) Jegyzőkönyv | Wiegmann 32' Prinz 62' |

| RFK Stadium, Washington Nézőszám: 28 000 Játékvezető: Edward Lennie (ausztrál) |

| 1996. július 25. 18:30 |

| Brazília (BRA) | 1–1               | Németország (GER) |
| -------------- | ----------------- | ----------------- |
| Sissi 53'      | (0–1) Jegyzőkönyv | Wunderlich 4'     |

| Legion Field, Birmingham Nézőszám: 28 319 Játékvezető: Sonia Denoncourt (kanadai) |

| Csapat            | Helyezés |
| ----------------- | -------- |
| Németország (GER) | 5.       |

## Lovaglás
Díjlovaglás
| Versenyző                                                       | Ló           | Versenyszám | 1. kör | 1. kör | 2. kör | 2. kör | 3. kör | 3. kör | Végeredmény | Végeredmény |
| Versenyző                                                       | Ló           | Versenyszám | Pont   | Hely.  | Pont   | Hely.  | Pont   | Hely.  | Pont        | Helyezés    |
| --------------------------------------------------------------- | ------------ | ----------- | ------ | ------ | ------ | ------ | ------ | ------ | ----------- | ----------- |
| Isabell Werth                                                   | Gigolo       | Egyéni      | 76,60  | 1.     | 75,49  | 2.     | 83,00  | 1.     | 235,09      |             |
| Monica Theodorescu                                              | Grunox       | Egyéni      | 73,80  | 5.     | 73,91  | 5.     | 76,85  | 3.     | 224,56      | 4.          |
| Klaus Balkenhol                                                 | Goldstern    | Egyéni      | 71,72  | 6.     | 73,81  | 6.     | 76,28  | 5.     | 221,81      | 6.          |
| Martin Schaudt                                                  | Durgo        | Egyéni      | 71,24  | 8.     | 70,98  | 11.    | 70,53  | 12.    | 212,75      | 9.          |
| Nicole Uphoff-Becker                                            | Rembrandt    | Egyéni      | 70,04  | 9.     | 73,02  | 8.     | WD     | 14.    | 143,06      | 14.         |
| Isabell Werth Monica Theodorescu Klaus Balkenhol Martin Schaudt | lásd fentebb | Csapat      |        |        |        |        |        |        | 5553        |             |

Díjugratás
| Versenyző                                                   | Ló            | Versenyszám | Selejtező | Selejtező | Selejtező | Selejtező | Selejtező | Selejtező | Selejtező | Selejtező | Döntő      | Döntő      | Döntő  | Döntő  | Végeredmény | Végeredmény |
| Versenyző                                                   | Ló            | Versenyszám | 1. kör    | 1. kör    | 2. kör    | 2. kör    | 2. kör    | 3. kör    | 3. kör    | 3. kör    | 1. kör     | 1. kör     | 2. kör | 2. kör | Végeredmény | Végeredmény |
| Versenyző                                                   | Ló            | Versenyszám | Bünt.     | Hely.     | Bünt.     | Össz.     | Hely.     | Bünt.     | Össz.     | Hely.     | Bünt.      | Hely.      | Bünt.  | Hely.  | Bünt.       | Helyezés    |
| ----------------------------------------------------------- | ------------- | ----------- | --------- | --------- | --------- | --------- | --------- | --------- | --------- | --------- | ---------- | ---------- | ------ | ------ | ----------- | ----------- |
| Uli Kirchhoff                                               | Jus de Pommes | Egyéni      | 4,00      | 14.       | 0,75      | 4,75      | 7.        | 0,75      | 5,50      | 5.        | 1,00       | 1.         |        |        | 1,00        |             |
| Lars Nieberg                                                | For Pleasure  | Egyéni      | 8,00      | 40.       | 0,00      | 8,00      | 9.        | 12,00     | 20,00     | 29.       | 16,00      | 20.**      |        |        | 16,00       | 20.**       |
| Ludger Beerbaum                                             | Ratina Z      | Egyéni      | 0,00      | 1.        | 0,00      | 0,00      | 1.        | 0,25      | 0,25      | 1.        | nem indult | nem indult |        |        | kiesett     | kiesett     |
| Franke Sloothaak                                            | Joly          | Egyéni      | 4,00      | 14.       | 60,25     | 64,25     | 74.       | kiesett   | kiesett   | kiesett   | kiesett    | kiesett    |        |        | kiesett     | kiesett     |
| Ludger Beerbaum Uli Kirchhoff Lars Nieberg Franke Sloothaak | lásd fentebb  | Csapat      |           |           |           |           |           |           |           |           | 0,75       | 1.         | 1,00   | 1.     | 1,75        |             |

Lovastusa
| Versenyző                                                              | Ló                                                      | Versenyszám | Díjlovaglás | Díjlovaglás | Tereplovaglás | Tereplovaglás | Tereplovaglás | Díjugratás    | Díjugratás    | Végeredmény | Végeredmény |         |
| Versenyző                                                              | Ló                                                      | Versenyszám | Bünt.       | Hely.       | Bünt.         | Össz.         | Hely.         | Bünt.         | Hely.         | Bünt.       | Helyezés    |         |
| ---------------------------------------------------------------------- | ------------------------------------------------------- | ----------- | ----------- | ----------- | ------------- | ------------- | ------------- | ------------- | ------------- | ----------- | ----------- | ------- |
| Hendrik von Paepcke                                                    | Amadeus 18                                              | Egyéni      | 56,20       | 23.         | 26,00         | 82,20         | 10.           | 5,00          | 5.            | 87,20       | 7.          |         |
| Herbert Blöcker                                                        | Kiwi Dream                                              | Egyéni      | 42,40       | 6.          | 111,20        | 153,60        | 18.           | 6,50          | 8.            | 160,10      | 16.         |         |
| Peter Thomsen                                                          | White Girl 3                                            | Egyéni      | 53,60       | 18.         | nem indult    | nem indult    | nem indult    | kiesett       | kiesett       | kiesett     | kiesett     | kiesett |
| Bodo Battenberg Bettina Overesch-Böker-Hoy Jürgen Blum Ralf Ehrenbrink | Sam the Man Watermill Stream Brownie McGee Connection L | Csapat      | 145,00      | 5.          | nem ért célba | 1192,40       | 12.           | nem ért célba | nem ért célba | 1204,15     | 9.          |         |

** - két másik versenyzővel azonos eredményt ért el

## Műugrás
Férfi
| Versenyző     | Versenyszám        | Selejtező | Selejtező | Elődöntő | Elődöntő | Döntő  | Döntő    |
| Versenyző     | Versenyszám        | Pont      | Helyezés  | Pont     | Helyezés | Pont   | Helyezés |
| ------------- | ------------------ | --------- | --------- | -------- | -------- | ------ | -------- |
| Andreas Wels  | Egyéni műugrás     | 405,33    | 5.        | 612,54   | 6.       | 583,56 | 12.      |
| Jan Hempel    | Egyéni műugrás     | 358,26    | 13.       | 578,25   | 10.      | 622,32 | 7.       |
| Jan Hempel    | Egyéni toronyugrás | 394,17    | 7.        | 591,39   | 5.       | 663,27 |          |
| Michael Kühne | Egyéni toronyugrás | 375,27    | 11.       | 544,38   | 11.      | 583,98 | 8.       |

Női
| Versenyző       | Versenyszám        | Selejtező | Selejtező | Elődöntő | Elődöntő | Döntő   | Döntő    |
| Versenyző       | Versenyszám        | Pont      | Helyezés  | Pont     | Helyezés | Pont    | Helyezés |
| --------------- | ------------------ | --------- | --------- | -------- | -------- | ------- | -------- |
| Claudia Bockner | Egyéni műugrás     | 281,31    | 5.        | 481,50   | 8.       | 455,70  | 11.      |
| Simona Koch     | Egyéni műugrás     | 239,91    | 16.       | 444,90   | 16.      | kiesett | kiesett  |
| Annika Walter   | Egyéni toronyugrás | 298,11    | 5.        | 464,25   | 5.       | 479,22  |          |
| Ute Wetzig      | Egyéni toronyugrás | 258,93    | 11.       | 410,37   | 11.      | 367,35  | 12.      |

## Ökölvívás
| Versenyző     | Versenyszám     | Selejtező                         | Nyolcaddöntő                  | Negyeddöntő                        | Elődöntő                               | Döntő                       | Helyezés |
| Versenyző     | Versenyszám     | Ellenfél Eredmény                 | Ellenfél Eredmény             | Ellenfél Eredmény                  | Ellenfél Eredmény                      | Ellenfél Eredmény           | Helyezés |
| ------------- | --------------- | --------------------------------- | ----------------------------- | ---------------------------------- | -------------------------------------- | --------------------------- | -------- |
| Lunka Zoltán  | Légsúly         | José Martín Castillo (MEX) · 13–7 | Hermensen Ballo (INA) · 18–12 | Mehdi Assous (ALG) · 19–6          | Bolat Zsumagyilov (KAZ) · 18–23        | kiesett                     |          |
| Falk Huste    | Pehelysúly      | David Burke (GBR) · 13–9          | Ulugbek Ibragimov (UZB) · 8–4 | Szerafim Todorov (BUL) · 6–14      | kiesett                                | kiesett                     | 7.       |
| Oktay Urkal   | Kisváltósúly    | Reynaldo Galido (PHI) · 19–2      | David Diaz (USA) · 14–6       | Nordine Mouchi (FRA) · 19–10       | Fathi Missaoui (TUN) · 20–6            | Héctor Vinent (CUB) · 13–20 |          |
| Markus Beyer  | Nagyváltósúly   | Vastag Ferenc (ROU) · 17–12       | Mizsei György (HUN) · 14–6    | Jermahan Ibraimov (KAZ) · 9–19     | kiesett                                | kiesett                     | 7.       |
| Sven Ottke    | Középsúly       | Jean-Paul Mendy (FRA) · 11–4      | Ariel Hernández (CUB) · 0–5   | kiesett                            | kiesett                                | kiesett                     | 9.       |
| Thomas Ulrich | Félnehézsúly    | Rick Timperi (AUS) · 21–7         | Ismael Koné (SWE) · 24–9      | Daniel Andrade Júnior (BRA) · 14–7 | I Szungbe (Lee Seung-Bae) (KOR) · 8–12 | kiesett                     |          |
| Luan Krasniqi | Nehézsúly       | Ruslan Chagayev (UZB) · 12–4      | Igor Ksinyin (RUS) · 10–2     | Szjarhej Dicskov (BLR) · 10–5      | Félix Savón (CUB) · mérkőzés nélkül    | kiesett                     |          |
| René Monse    | Szupernehézsúly | erőnyerő                          | Ahmed El-Said (EGY) · 12–9    | Alekszej Lezin (RUS) · 5–9         | kiesett                                | kiesett                     | 6.       |

## Röplabda

### Női
| Német női röplabdacsapat-játékoskeret                                                         | Német női röplabdacsapat-játékoskeret                                                                 |
| --------------------------------------------------------------------------------------------- | --- |
| - Susanne Lahme - Tanja Hart - Constance Radfan - Sylvia Roll - Ute Steppin - Karin Horninger | - Ines Pianka - Christina Schultz - Claudia Wilke - Nancy Celis - Grit Jensen-Naumann - Hanka Pachale |

#### Eredmények
Csoportkör
B csoport
|                   |      | Mérkőzések | Mérkőzések | Szettek | Szettek | Szettek | Pontok | Pontok | Pontok |
| Csapat            | Pont | Gy         | V          | Sz+     | Sz–     | SzA     | P+     | P–     | PA     |
| ----------------- | ---- | ---------- | ---------- | ------- | ------- | ------- | ------ | ------ | ------ |
| Brazília (BRA)    | 10   | 5          | 0          | 15      | 1       | 15,000  | 238    | 121    | 1,967  |
| Oroszország (RUS) | 9    | 4          | 1          | 12      | 4       | 3,000   | 217    | 140    | 1,550  |
| Kuba (CUB)        | 8    | 3          | 2          | 10      | 6       | 1,667   | 196    | 156    | 1,256  |
| Németország (GER) | 7    | 2          | 3          | 7       | 9       | 0,778   | 163    | 191    | 0,853  |
| Kanada (CAN)      | 6    | 1          | 4          | 3       | 14      | 0,214   | 156    | 239    | 0,653  |
| Peru (PER)        | 5    | 0          | 5          | 2       | 15      | 0,133   | 129    | 252    | 0,512  |

| 1996. július 20. 10:00 | Oroszország (RUS)   | 3–0 | Németország (GER) | Atlanta Játékvezető: Konstantinos Margaritis (GRE), Takashi Shimoyama (JPN) |
| 1996. július 20. 10:00 | (15–5, 15–10, 15–7) |     |                   | Atlanta Játékvezető: Konstantinos Margaritis (GRE), Takashi Shimoyama (JPN) |

| 1996. július 22. 16:00 | Németország (GER)   | 3–0 | Peru (PER) | Atlanta Játékvezető: Neill Luebke (USA), Abdullah Al-Khlaifi (KSA) |
| 1996. július 22. 16:00 | (15–11, 15–6, 15–3) |     |            | Atlanta Játékvezető: Neill Luebke (USA), Abdullah Al-Khlaifi (KSA) |

| 1996. július 24. 10:00 | Kanada (CAN)        | 0–3 | Németország (GER) | Atlanta Játékvezető: Abdullah Al-Khlaifi (KSA), Guillermo Paredes (ARG) |
| 1996. július 24. 10:00 | (5–15, 12–15, 6–15) |     |                   | Atlanta Játékvezető: Abdullah Al-Khlaifi (KSA), Guillermo Paredes (ARG) |

| 1996. július 26. 16:00 | Németország (GER)  | 0–3 | Kuba (CUB) | Atlanta Játékvezető: Dean Turner (AUS), Takashi Shimoyama (JPN) |
| 1996. július 26. 16:00 | (6–15, 8–15, 4–15) |     |            | Atlanta Játékvezető: Dean Turner (AUS), Takashi Shimoyama (JPN) |

| 1996. július 28. 10:00 | Brazília (BRA)            | 3–1 | Németország (GER) | Atlanta Játékvezető: Songsak Chareonpong (THA), Fernando Nava Abarca (MEX) |
| 1996. július 28. 10:00 | (15–4, 13–15, 15–6, 15–8) |     |                   | Atlanta Játékvezető: Songsak Chareonpong (THA), Fernando Nava Abarca (MEX) |

Negyeddöntők
| 1996. július 30. 8:00 | Kína (CHN)          | 3–0 | Németország (GER) | Atlanta Játékvezető: Guillermo Paredes (ARG), Fernando Nava Abarca (MEX) |
| 1996. július 30. 8:00 | (15–12, 15–8, 15–8) |     |                   | Atlanta Játékvezető: Guillermo Paredes (ARG), Fernando Nava Abarca (MEX) |

Az 5–8. helyért
| 1996. július 31. 8:00 | Németország (GER)                 | 2–3 | Hollandia (NED) | Atlanta Játékvezető: Neill Luebke (USA), Josebel Palmeirim (BRA) |
| 1996. július 31. 8:00 | (12–15, 15–9, 15–13, 9–15, 10–15) |     |                 | Atlanta Játékvezető: Neill Luebke (USA), Josebel Palmeirim (BRA) |

A 7. helyért
| 1996. augusztus 1. 13:30 | Németország (GER)         | 1–3 | Egyesült Államok (USA) | Atlanta Játékvezető: Songsak Chareonpong (THA), Fernando Nava Abarca (MEX) |
| 1996. augusztus 1. 13:30 | (16–17, 6–15, 15–5, 6–15) |     |                        | Atlanta Játékvezető: Songsak Chareonpong (THA), Fernando Nava Abarca (MEX) |

| Csapat            | Helyezés |
| ----------------- | -------- |
| Németország (GER) | 8.       |

### Strandröplabda

#### Férfi
| Versenyző              | 1. forduló                                             | 2. forduló                                             | 3. forduló                                                  | 4. forduló        | Reményág          | Reményág          | Reményág                                      | Reményág          | Reményág          | Elődöntő          | Döntő             | Helyezés |
| Versenyző              | 1. forduló                                             | 2. forduló                                             | 3. forduló                                                  | 4. forduló        | 1. forduló        | 2. forduló        | 3. forduló                                    | 4. forduló        | 5. forduló        | Elődöntő          | Döntő             | Helyezés |
| Versenyző              | Ellenfél Eredmény                                      | Ellenfél Eredmény                                      | Ellenfél Eredmény                                           | Ellenfél Eredmény | Ellenfél Eredmény | Ellenfél Eredmény | Ellenfél Eredmény                             | Ellenfél Eredmény | Ellenfél Eredmény | Ellenfél Eredmény | Ellenfél Eredmény | Helyezés |
| ---------------------- | ------------------------------------------------------ | ------------------------------------------------------ | ----------------------------------------------------------- | ----------------- | ----------------- | ----------------- | --------------------------------------------- | ----------------- | ----------------- | ----------------- | ----------------- | -------- |
| Jörg Ahmann Axel Hager | Japán (JPN) · Takao Kazujuki · Szetojama Sódzsi · 15–8 | Norvégia (NOR) · Jan Kvalheim · Bjørn Maaseide · 17–16 | Egyesült Államok (USA) · Karch Kiraly · Kent Steffes · 15–5 |                   |                   |                   | Kanada (CAN) · John Child · Mark Heese · 7–15 | kiesett           | kiesett           | kiesett           | kiesett           | 9.       |

#### Női
| Versenyző                | 1. forduló        | 2. forduló                                          | 3. forduló                                                | 4. forduló        | Reményág          | Reményág          | Reményág                                               | Reményág                                                 | Reményág          | Elődöntő          | Döntő             | Helyezés |
| Versenyző                | 1. forduló        | 2. forduló                                          | 3. forduló                                                | 4. forduló        | 1. forduló        | 2. forduló        | 3. forduló                                             | 4. forduló                                               | 5. forduló        | Elődöntő          | Döntő             | Helyezés |
| Versenyző                | Ellenfél Eredmény | Ellenfél Eredmény                                   | Ellenfél Eredmény                                         | Ellenfél Eredmény | Ellenfél Eredmény | Ellenfél Eredmény | Ellenfél Eredmény                                      | Ellenfél Eredmény                                        | Ellenfél Eredmény | Ellenfél Eredmény | Ellenfél Eredmény | Helyezés |
| ------------------------ | ----------------- | --------------------------------------------------- | --------------------------------------------------------- | ----------------- | ----------------- | ----------------- | ------------------------------------------------------ | -------------------------------------------------------- | ----------------- | ----------------- | ----------------- | -------- |
| Beate Bühler Danja Müsch | erőnyerő          | Japán (JPN) · Nakano Teruko · Isizaka Jukiko · 15–8 | Egyesült Államok (USA) · Holly McPeak · Nancy Reno · 6–15 |                   |                   |                   | Norvégia (NOR) · Merita Berntsen · Ragni Hestad · 15–9 | Japán (JPN) · Fudzsita Szacsiko · Takahasi Jukiko · 4–15 | kiesett           | kiesett           | kiesett           | 7.       |

## Sportlövészet
Férfi
| Versenyző                  | Versenyszám           | Selejtező | Selejtező     | Döntő   | Döntő    |
| Versenyző                  | Versenyszám           | Pont      | Helyezés      | Pont    | Helyezés |
| -------------------------- | --------------------- | --------- | ------------- | ------- | -------- |
| Artur Gevorgjan            | Szabadpisztoly        | 548       | 37.*          | kiesett | kiesett  |
| Artur Gevorgjan            | Légpisztoly           | 580       | 9.**          | kiesett | kiesett  |
| Hans-Jürgen Neumaier-Bauer | Légpisztoly           | 580       | 9.**          | kiesett | kiesett  |
| Hans-Jürgen Neumaier-Bauer | Szabadpisztoly        | 549       | 35.*          | kiesett | kiesett  |
| Ralf Schumann              | Gyorstüzelő pisztoly  | 596       | 1.            | 698,0   |          |
| Daniel Leonhard            | Gyorstüzelő pisztoly  | 586       | 6.**          | 683,6   | 8.       |
| Hans Riederer              | Légpuska              | 588       | 18.***        | kiesett | kiesett  |
| Maik Eckhardt              | Légpuska              | 591       | 9.*           | kiesett | kiesett  |
| Maik Eckhardt              | Sportpuska, összetett | 1165      | 10.**         | kiesett | kiesett  |
| Christian Klees            | Sportpuska, összetett | 1155      | 37.**         | kiesett | kiesett  |
| Christian Klees            | Sportpuska, fekvő     | 600       | 1.            | 704,8   |          |
| Bernd Rücker               | Sportpuska, fekvő     | 595       | 11.********   | kiesett | kiesett  |
| Jens Zimmermann            | Futócéllövészet       | 574       | 7.            | 672,2   | 7.       |
| Michael Jakosits           | Futócéllövészet       | 568       | 11.           | kiesett | kiesett  |
| Jörg Damme                 | Trap                  | 119       | 20.********** | kiesett | kiesett  |
| Uwe Möller                 | Trap                  | 114       | 49.******     | kiesett | kiesett  |
| Karsten Bindrich           | Trap                  | 121       | 9.***         | kiesett | kiesett  |
| Karsten Bindrich           | Dupla trap            | 133       | 15.*          | kiesett | kiesett  |
| Waldemar Schanz            | Dupla trap            | 128       | 22.*          | kiesett | kiesett  |
| Bernhard Hochwald          | Skeet                 | 119       | 20.*****      | kiesett | kiesett  |
| Axel Wegner                | Skeet                 | 118       | 26.*****      | kiesett | kiesett  |
| Jan-Henrik Heinrich        | Skeet                 | 118       | 26.*****      | kiesett | kiesett  |

Női
| Versenyző            | Versenyszám           | Selejtező | Selejtező | Döntő   | Döntő    |
| Versenyző            | Versenyszám           | Pont      | Helyezés  | Pont    | Helyezés |
| -------------------- | --------------------- | --------- | --------- | ------- | -------- |
| Anke Völker-Schumann | Légpisztoly           | 375       | 27.*      | kiesett | kiesett  |
| Anke Völker-Schumann | Sportpisztoly         | 573       | 23.***    | kiesett | kiesett  |
| Kirsten Obel         | Sportpuska, összetett | 584       | 4.*       | 679,2   | 4.       |
| Petra Horneber       | Sportpuska, összetett | 579       | 9.**      | kiesett | kiesett  |
| Petra Horneber       | Légpuska              | 397       | 1.        | 497,4   |          |
| Bettina Knells       | Légpuska              | 386       | 36.**     | kiesett | kiesett  |
| Susanne Kiermayer    | Dupla trap            | 105       | 3.**      | 139     |          |

* - egy másik versenyzővel azonos eredményt ért el

** - két másik versenyzővel azonos eredményt ért el

*** - három másik versenyzővel azonos eredményt ért el

***** - öt másik versenyzővel azonos eredményt ért el

****** - hat másik versenyzővel azonos eredményt ért el

******** - nyolc másik versenyzővel azonos eredményt ért el

********** - tíz másik versenyzővel azonos eredményt ért el

## Súlyemelés
| Versenyző         | Versenyszám | Szakítás | Szakítás | Lökés    | Lökés    | Összesen | Helyezés |
| Versenyző         | Versenyszám | Eredmény | Helyezés | Eredmény | Helyezés | Összesen | Helyezés |
| ----------------- | ----------- | -------- | -------- | -------- | -------- | -------- | -------- |
| Andreas Behm      | 70 kg       | 147,5    | 10.      | 180,0    | 7.*      | 327,5    | 10.      |
| Ingo Steinhöfel   | 76 kg       | 160,0    | 5.*      | 187,5    | 7.       | 347,5    | 6.       |
| Andrey Poitschke  | 76 kg       | 155,0    | 11.*     | 180,0    | 10.*     | 335,0    | 10.      |
| Marc Huster       | 83 kg       | 170,0    | 2.*      | 212,5    | 1.*      | 382,5    |          |
| Oliver Caruso     | 91 kg       | 175,0    | 4.*      | 215,0    | 1.*      | 390,0    |          |
| Igor Sadykov      | 99 kg       | 177,5    | 5.       | 207,5    | 7.*      | 385,0    | 7.       |
| Mario Kalinke     | 108 kg      | 177,5    | 8.*      | 212,5    | 10.*     | 390,0    | 9.       |
| Dimitri Prochorow | 108 kg      | 175,0    | 12.*     | 215,0    | 6.*      | 390,0    | 11.      |
| Ronny Weller      | +108 kg     | 200,0    | 1.*      | 255,0    | 2.       | 455,0    |          |
| Manfred Nerlinger | +108 kg     | 185,0    | 7.*      | 237,5    | 5.       | 422,5    | 6.       |

* - másik versenyzővel azonos eredményt ért el

## Tenisz
Férfi
| Versenyző                          | Versenyszám | 64-es főtábla                        | 32-es főtábla                                                       | Nyolcaddöntő                                          | Negyeddöntő                                                     | Elődöntő                                                        | Bronz- mérkőzés                                            | Döntő             | Helyezés |
| Versenyző                          | Versenyszám | Ellenfél Eredmény                    | Ellenfél Eredmény                                                   | Ellenfél Eredmény                                     | Ellenfél Eredmény                                               | Ellenfél Eredmény                                               | Ellenfél Eredmény                                          | Ellenfél Eredmény | Helyezés |
| ---------------------------------- | ----------- | ------------------------------------ | ------------------------------------------------------------------- | ----------------------------------------------------- | --------------------------------------------------------------- | --------------------------------------------------------------- | ---------------------------------------------------------- | ----------------- | -------- |
| David Prinosil                     | Egyes       | Daniel Vacek (CZE) · 4–6, 6–2, 4–6   | kiesett                                                             | kiesett                                               | kiesett                                                         | kiesett                                                         | kiesett                                                    | kiesett           | 33.      |
| Marc-Kevin Goellner                | Egyes       | Thomas Enqvist (SWE) · 6–7, 6–4, 4–6 | kiesett                                                             | kiesett                                               | kiesett                                                         | kiesett                                                         | kiesett                                                    | kiesett           | 33.      |
| Marc-Kevin Goellner David Prinosil | Páros       |                                      | Olaszország (ITA) · Andrea Gaudenzi · Diego Nargiso · 4–6, 6–1, 7–5 | Zimbabwe (ZIM) · Byron Black · Wayne Black · 6–4, 7–6 | Horvátország (CRO) · Saša Hiršzon · Goran Ivanišević · 6–2, 6–3 | Nagy-Britannia (GBR) · Neil Broad · Tim Henman · 6–4, 3–6, 8–10 | Hollandia (NED) · Jacco Eltingh · Paul Haarhuis · 6–2, 7–5 |                   |          |

Női
| Versenyző  | Versenyszám | 64-es főtábla                          | 32-es főtábla                           | Nyolcaddöntő                            | Negyeddöntő       | Elődöntő          | Bronz- mérkőzés   | Döntő             | Helyezés |
| Versenyző  | Versenyszám | Ellenfél Eredmény                      | Ellenfél Eredmény                       | Ellenfél Eredmény                       | Ellenfél Eredmény | Ellenfél Eredmény | Ellenfél Eredmény | Ellenfél Eredmény | Helyezés |
| ---------- | ----------- | -------------------------------------- | --------------------------------------- | --------------------------------------- | ----------------- | ----------------- | ----------------- | ----------------- | -------- |
| Anke Huber | Egyes       | Cătălina Cristea (ROU) · 2–6, 6–4, 6–2 | Mariaan de Swardt (RSA) · 3–6, 6–1, 6–4 | Lindsay Davenport (USA) · 1–6, 6–3, 3–6 | kiesett           | kiesett           | kiesett           | kiesett           | 9.       |

## Tollaslabda
| Versenyző                    | Versenyszám  | Selejtező                          | 32-es főtábla                                                               | Nyolcaddöntő                                                      | Negyeddöntő       | Elődöntő          | Döntő             | Helyezés |
| Versenyző                    | Versenyszám  | Ellenfél Eredmény                  | Ellenfél Eredmény                                                           | Ellenfél Eredmény                                                 | Ellenfél Eredmény | Ellenfél Eredmény | Ellenfél Eredmény | Helyezés |
| ---------------------------- | ------------ | ---------------------------------- | --------------------------------------------------------------------------- | ----------------------------------------------------------------- | ----------------- | ----------------- | ----------------- | -------- |
| Michael Helber               | Férfi egyes  | Mihail Korsuk (BLR) · 15–12, 15–1  | Liu En-Hung (TPE) · 15–8, 0–15, 2–15                                        | kiesett                                                           | kiesett           | kiesett           | kiesett           | 17.      |
| Oliver Pongratz              | Férfi egyes  | Yu Lizhi (CHN) · 5–15, 15–12, 1–15 | kiesett                                                                     | kiesett                                                           | kiesett           | kiesett           | kiesett           | 33.      |
| Michael Helber Michael Keck  | Férfi páros  |                                    | Svédország (SWE) · Pär-Gunnar Jönsson · Peter Axelsson · 15–8, 15–13        | Oroszország (RUS) · Andrej Antropov · Nyikolaj Zujev · 1–15, 7–15 | kiesett           | kiesett           | kiesett           | 9.       |
| Katrin Schmidt Kerstin Ubben | Női páros    |                                    | Mauritius (MRI) · Marie-Josephe Jean-Pierre · Martine de Souza · 15–1, 15–2 | Kína (CHN) · Ge Fei · Gu Jun · 3–15, 6–15                         | kiesett           | kiesett           | kiesett           | 9.       |
| Karen Stechmann Michael Keck | Vegyes páros |                                    | Nagy-Britannia (GBR) · Joanne Wright-Goode · Nick Ponting · 10–15, 14–18    | kiesett                                                           | kiesett           | kiesett           | kiesett           | 17.      |

## Torna
Férfi
| Versenyző                                                                                                  | Versenyszám      | Selejtező | Selejtező | Döntő    | Döntő    |
| Versenyző                                                                                                  | Versenyszám      | Pontszám  | Helyezés  | Pontszám | Helyezés |
| --- | ---------------- | --------- | --------- | -------- | -------- |
| Valeri Belenki                                                                                             | Talaj            | 19,150    | 21.       | kiesett  | kiesett  |
| Valeri Belenki                                                                                             | Ugrás            | 19,149    | 28.       | kiesett  | kiesett  |
| Valeri Belenki                                                                                             | Korlát           | 18,862    | 34.       | kiesett  | kiesett  |
| Valeri Belenki                                                                                             | Nyújtó           | 19,187    | 19.       | kiesett  | kiesett  |
| Valeri Belenki                                                                                             | Gyűrű            | 19,137    | 15.       | kiesett  | kiesett  |
| Valeri Belenki                                                                                             | Lólengés         | 18,425    | 66.*      | kiesett  | kiesett  |
| Valeri Belenki                                                                                             | Egyéni összetett | 113,910   | 15.       | 57,848   | 6.       |
| Andreas Wecker                                                                                             | Talaj            | 18,975    | 32.       | kiesett  | kiesett  |
| Andreas Wecker                                                                                             | Ugrás            | 19,162    | 25.*      | kiesett  | kiesett  |
| Andreas Wecker                                                                                             | Korlát           | 18,950    | 27.*      | kiesett  | kiesett  |
| Andreas Wecker                                                                                             | Nyújtó           | 19,387    | 3.        | 9,850    |          |
| Andreas Wecker                                                                                             | Gyűrű            | 19,350    | 3.*       | 9,762    | 5.*      |
| Andreas Wecker                                                                                             | Lólengés         | 18,650    | 54.*      | kiesett  | kiesett  |
| Andreas Wecker                                                                                             | Egyéni összetett | 114,474   | 9.        | 57,412   | 13.*     |
| Jan-Peter Nikiferow                                                                                        | Talaj            | 19,112    | 25.       | kiesett  | kiesett  |
| Jan-Peter Nikiferow                                                                                        | Ugrás            | 18,912    | 48.       | kiesett  | kiesett  |
| Jan-Peter Nikiferow                                                                                        | Korlát           | 18,375    | 64.***    | kiesett  | kiesett  |
| Jan-Peter Nikiferow                                                                                        | Nyújtó           | 19,112    | 23.**     | kiesett  | kiesett  |
| Jan-Peter Nikiferow                                                                                        | Gyűrű            | 18,850    | 41.*      | kiesett  | kiesett  |
| Jan-Peter Nikiferow                                                                                        | Lólengés         | 18,837    | 36.**     | kiesett  | kiesett  |
| Jan-Peter Nikiferow                                                                                        | Egyéni összetett | 113,198   | 24.       | 56,824   | 23.      |
| Oliver Walther                                                                                             | Talaj            | 18,675    | 54.**     | kiesett  | kiesett  |
| Oliver Walther                                                                                             | Ugrás            | 18,700    | 60.*      | kiesett  | kiesett  |
| Oliver Walther                                                                                             | Korlát           | 18,450    | 57.**     | kiesett  | kiesett  |
| Oliver Walther                                                                                             | Nyújtó           | 18,962    | 34.*      | kiesett  | kiesett  |
| Oliver Walther                                                                                             | Gyűrű            | 19,025    | 24.       | kiesett  | kiesett  |
| Oliver Walther                                                                                             | Lólengés         | 18,750    | 49.       | kiesett  | kiesett  |
| Oliver Walther                                                                                             | Egyéni összetett | 112,562   | 32.       | kiesett  | kiesett  |
| Karsten Oelsch                                                                                             | Talaj            | 9,275     | 104.*     | kiesett  | kiesett  |
| Karsten Oelsch                                                                                             | Ugrás            | 18,587    | 75.       | kiesett  | kiesett  |
| Karsten Oelsch                                                                                             | Korlát           | 17,550    | 83.*      | kiesett  | kiesett  |
| Karsten Oelsch                                                                                             | Nyújtó           | 19,162    | 20.       | kiesett  | kiesett  |
| Karsten Oelsch                                                                                             | Gyűrű            | 18,662    | 57.       | kiesett  | kiesett  |
| Karsten Oelsch                                                                                             | Lólengés         | 17,225    | 84.       | kiesett  | kiesett  |
| Karsten Oelsch                                                                                             | Egyéni összetett | 100,461   | 75.       | kiesett  | kiesett  |
| Uwe Billerbeck                                                                                             | Talaj            | 18,662    | 57.       | kiesett  | kiesett  |
| Uwe Billerbeck                                                                                             | Ugrás            | 18,937    | 46.*      | kiesett  | kiesett  |
| Uwe Billerbeck                                                                                             | Korlát           | 18,850    | 35.***    | kiesett  | kiesett  |
| Uwe Billerbeck                                                                                             | Nyújtó           | 18,950    | 36.*      | kiesett  | kiesett  |
| Uwe Billerbeck                                                                                             | Egyéni összetett | 75,399    | 101.      | kiesett  | kiesett  |
| Marius Tobă                                                                                                | Talaj            | 9,225     | 107.      | kiesett  | kiesett  |
| Marius Tobă                                                                                                | Gyűrű            | 19,350    | 3.*       | 9,737    | 7.*      |
| Marius Tobă                                                                                                | Lólengés         | 16,525    | 92.       | kiesett  | kiesett  |
| Marius Tobă                                                                                                | Egyéni összetett | 45,100    | 110.      | kiesett  | kiesett  |
| Andreas Wecker Valeri Belenki Jan-Peter Nikiferow Oliver Walther Karsten Oelsch Uwe Billerbeck Marius Tobă | Csapat összetett |           |           | 567,405  | 7.       |

Női
| Versenyző      | Versenyszám      | Selejtező | Selejtező | Döntő    | Döntő    |
| Versenyző      | Versenyszám      | Pontszám  | Helyezés  | Pontszám | Helyezés |
| -------------- | ---------------- | --------- | --------- | -------- | -------- |
| Kathleen Stark | Talaj            | 18,625    | 65.*      | kiesett  | kiesett  |
| Kathleen Stark | Ugrás            | 18,900    | 45.       | kiesett  | kiesett  |
| Kathleen Stark | Felemás korlát   | 18,525    | 67.       | kiesett  | kiesett  |
| Kathleen Stark | Gerenda          | 17,487    | 78.       | kiesett  | kiesett  |
| Kathleen Stark | Egyéni összetett | 73,537    | 55.       | kiesett  | kiesett  |
| Yvonne Pioch   | Talaj            | 17,100    | 92.       | kiesett  | kiesett  |
| Yvonne Pioch   | Ugrás            | 17,925    | 90.       | kiesett  | kiesett  |
| Yvonne Pioch   | Felemás korlát   | 18,187    | 78.       | kiesett  | kiesett  |
| Yvonne Pioch   | Gerenda          | 16,475    | 89.       | kiesett  | kiesett  |
| Yvonne Pioch   | Egyéni összetett | 69,687    | 72.       | kiesett  | kiesett  |

* - egy másik versenyzővel azonos eredményt ért el

** - két másik versenyzővel azonos eredményt ért el

*** - három másik versenyzővel azonos eredményt ért el

### Ritmikus gimnasztika
| Versenyző                                                                                 | Versenyszám | Selejtező | Selejtező | Elődöntő | Elődöntő | Döntő   | Döntő    |
| Versenyző                                                                                 | Versenyszám | Pont      | Hely.     | Pont     | Hely.    | Pont    | Helyezés |
| ----------------------------------------------------------------------------------------- | ----------- | --------- | --------- | -------- | -------- | ------- | -------- |
| Magdalena Brzeska                                                                         | Egyéni      | 37,615    | 15.       | 38,232   | 10.      | 38,315  | 10.      |
| Kristin Sroka                                                                             | Egyéni      | 37,697    | 14.       | 37,133   | 16.      | kiesett | kiesett  |
| Nicole Bittner Katrin Hoffmann Anne Jung Dorte Schiltz Luise Stäblein Katharina Wildermut | Csapat      | 37,882    | 8.        |          |          | kiesett | kiesett  |

## Úszás
Férfi
| Versenyző                                                                                       | Versenyszám            | Előfutam    | Előfutam | Előfutam | Döntő   | Döntő    | Döntő   | Helyezés |
| Versenyző                                                                                       | Versenyszám            | Idő         | Hely.    | Össz.    | Típus   | Idő      | Hely.   | Helyezés |
| ----------------------------------------------------------------------------------------------- | ---------------------- | ----------- | -------- | -------- | ------- | -------- | ------- | -------- |
| Bengt Zikarsky                                                                                  | 50 m gyors             | 22,68 (sz*) | 2.*      | 10.      | B       | 22,73    | 2.      | 10.      |
| Alexander Lüderitz                                                                              | 50 m gyors             | 23,06       | 7.       | 21.      | kiesett | kiesett  | kiesett | kiesett  |
| Christian Tröger                                                                                | 100 m gyors            | 50,06       | 5.       | 10.      | B       | 49,90    | 2.      | 10.      |
| Björn Zikarsky                                                                                  | 100 m gyors            | 50,38       | 4.       | 17.*     | B       | 49,91    | 3.      | 11.      |
| Aimo Heilmann                                                                                   | 200 m gyors            | 1:49,57     | 5.       | 11.      | B       | 1:48,81  | 1.      | 9.       |
| Sebastian Wiese                                                                                 | 400 m gyors            | 3:53,55     | 3.       | 9.       | B       | 3:52,37  | 2.      | 10.      |
| Jörg Hoffmann                                                                                   | 400 m gyors            | 3:51,26     | 3.       | 3.       | A       | 3:52,15  | 7.      | 7.       |
| Jörg Hoffmann                                                                                   | 1500 m gyors           | 15:18,61    | 2.       | 5.       | A       | 15:18,86 | 7.      | 7.       |
| Steffen Zesner                                                                                  | 1500 m gyors           | 15:21,65    | 5.       | 9.       | kiesett | kiesett  | kiesett | kiesett  |
| Christian Tröger Bengt Zikarsky Björn Zikarsky Mark Pinger Alexander Lüderitz                   | 4 × 100 m gyorsváltó   | 3:19,27     | 1.       | 2.       | A       | 3:17,20  | 3.      |          |
| Aimo Heilmann Christian Keller Christian Tröger Steffen Zesner Konstantin Dubrovin Oliver Lampe | 4 × 200 m gyorsváltó   | 7:22,17     | 2.       | 4.       | A       | 7:17,71  | 3.      |          |
| Stev Theloke                                                                                    | 100 m hát              | 56,26       | 5.       | 14.      | B       | 56,63    | 6.      | 14.      |
| Ralf Braun                                                                                      | 100 m hát              | 55,73       | 2.       | 6.       | A       | 55,56    | 7.      | 7.       |
| Ralf Braun                                                                                      | 200 m hát              | 2:01,50     | 3.       | 12.      | kiesett | kiesett  | kiesett | kiesett  |
| Mark Warnecke                                                                                   | 100 m mell             | 1:01,79     | 1.       | 3.       | A       | 1:01,33  | 3.      |          |
| Oliver Lampe                                                                                    | 100 m pillangó         | 54,56       | 6.       | 21.*     | kiesett | kiesett  | kiesett | kiesett  |
| Oliver Lampe                                                                                    | 200 m pillangó         | 1:59,87     | 4.       | 10.      | B       | 2:00,08  | 4.      | 12.      |
| Chris-Carol Bremer                                                                              | 200 m pillangó         | 2:00,48     | 4.       | 14.      | B       | 2:01,62  | 8.      | 16.      |
| Christian Keller                                                                                | 200 m vegyes           | 2:03,82     | 4.       | 12.      | B       | 2:02,90  | 1.      | 9.       |
| Stev Theloke                                                                                    | 200 m vegyes           | 2:04,23     | 5.       | 13.      | B       | 2:03,94  | 4.      | 12.      |
| Ralf Braun Mark Warnecke Christian Keller Björn Zikarsky Oliver Lampe Stev Theloke              | 4 × 100 m vegyes váltó | 3:41,10     | 1.       | 3.       | A       | 3:39,64  | 4.      | 4.       |

Női
| Versenyző                                                                                 | Versenyszám            | Előfutam | Előfutam | Előfutam | Döntő   | Döntő   | Döntő   | Helyezés |
| Versenyző                                                                                 | Versenyszám            | Idő      | Hely.    | Össz.    | Típus   | Idő     | Hely.   | Helyezés |
| ----------------------------------------------------------------------------------------- | ---------------------- | -------- | -------- | -------- | ------- | ------- | ------- | -------- |
| Simone Osygus                                                                             | 50 m gyors             | 26,00    | 5.       | 13.*     | B       | 26,16   | 6.      | 14.      |
| Sandra Völker                                                                             | 50 m gyors             | 25,45    | 2.       | 3.       | A       | 25,14   | 3.      |          |
| Sandra Völker                                                                             | 100 m gyors            | 55,55    | 1.       | 3.       | A       | 54,88   | 2.      |          |
| Franziska van Almsick                                                                     | 100 m gyors            | 55,80    | 2.       | 4.       | A       | 55,59   | 5.      | 5.       |
| Franziska van Almsick                                                                     | 200 m gyors            | 1:59,40  | 1.       | 1.       | A       | 1:58,57 | 2.      |          |
| Dagmar Hase                                                                               | 200 m gyors            | 2:00,38  | 3.       | 4.       | A       | 1:59,56 | 3.      |          |
| Dagmar Hase                                                                               | 400 m gyors            | 4:11,17  | 2.       | 4.       | A       | 4:08,30 | 2.      |          |
| Dagmar Hase                                                                               | 800 m gyors            | 8:33,55  | 2.       | 2.       | A       | 8:29,91 | 2.      |          |
| Kerstin Kielgaß                                                                           | 800 m gyors            | 8:36,33  | 3.       | 3.       | A       | 8:31,06 | 4.      | 4.       |
| Kerstin Kielgaß                                                                           | 400 m gyors            | 4:08,99  | 1.       | 1.       | A       | 4:09,83 | 4.      | 4.       |
| Sandra Völker Simone Osygus Antje Buschschulte Franziska van Almsick Meike Freitag        | 4 × 100 m gyorsváltó   | 3:44,17  | 2.       | 4.       | A       | 3:41,48 | 3.      |          |
| Franziska van Almsick Kerstin Kielgaß Anke Scholz Dagmar Hase Meike Freitag Simone Osygus | 4 × 200 m gyorsváltó   | 8:08,58  | 1.       | 2.       | A       | 8:01,55 | 2.      |          |
| Antje Buschschulte                                                                        | 100 m hát              | 1:02,68  | 3.       | 7.       | A       | 1:02,52 | 6.      | 6.       |
| Anke Scholz                                                                               | 100 m hát              | 1:03,05  | 3.       | 10.      | B       | 1:02,85 | 2.      | 10.      |
| Anke Scholz                                                                               | 200 m hát              | 2:12,73  | 2.       | 3.       | A       | 2:12,90 | 4.      | 4.       |
| Cathleen Rund                                                                             | 200 m hát              | 2:13,58  | 2.       | 6.*      | A       | 2:12,06 | 3.      |          |
| Cathleen Rund                                                                             | 400 m vegyes           | 4:55,30  | 8.       | 21.      | kiesett | kiesett | kiesett | kiesett  |
| Sabine Herbst-Klenz                                                                       | 400 m vegyes           | 4:45,36  | 1.       | 7.       | A       | 4:43,78 | 4.      | 4.       |
| Sabine Herbst-Klenz                                                                       | 200 m vegyes           | 2:18,00  | 5.       | 16.      | B       | 2:16,68 | 3.      | 11.      |
| Sabine Herbst-Klenz                                                                       | 200 m pillangó         | 2:16,66  | 7.       | 19.      | kiesett | kiesett | kiesett | kiesett  |
| Kathrin Dumitru                                                                           | 100 m mell             | 1:11,92  | 2.       | 26.      | kiesett | kiesett | kiesett | kiesett  |
| Kathrin Dumitru                                                                           | 200 m mell             | 2:37,07  | 6.       | 31.      | kiesett | kiesett | kiesett | kiesett  |
| Julia Voitovitsch                                                                         | 100 m pillangó         | 1:01,47  | 5.       | 14.      | B       | 1:01,14 | 4.      | 12.      |
| Antje Buschschulte Kathrin Dumitru Franziska van Almsick Sandra Völker                    | 4 × 100 m vegyes váltó | 4:08,95  | 2.       | 3.       | A       | 4:09,22 | 6.      | 6.       |

sz* - két másik versenyzővel azonos eredményt ért el, a szétúszásban kizárták, így kiesett és a 10. helyen végzett

* - egy másik versenyzővel azonos eredményt ért el

## Vitorlázás
Férfi
| Versenyző                       | Versenyszám     | Futam | Futam | Futam | Futam | Futam    | Futam | Futam | Futam | Futam | Futam | Futam | Pontszám | Helyezés |
| Versenyző                       | Versenyszám     | 1     | 2     | 3     | 4     | 5        | 6     | 7     | 8     | 9     | 10    | 11    | Pontszám | Helyezés |
| ------------------------------- | --------------- | ----- | ----- | ----- | ----- | -------- | ----- | ----- | ----- | ----- | ----- | ----- | -------- | -------- |
| Matthias Bornhäuser             | Szörfvitorlázás | 3     | 11    | 13    | (27)  | (47 PMS) | 15    | 7     | 8     | 3     |       |       | 60,0     | 10.      |
| Michael Fellmann                | Finn dingi      | 15    | 12    | 11    | 17    | 15       | (26)  | (26)  | 15    | 14    | 22    |       | 121,0    | 20.      |
| Roland Rensch Torsten Haverland | 470-es osztály  | (37)  | 8     | 2     | 10    | 22       | 9     | 22    | 11    | 14    | (29)  | 6     | 104,0    | 12.      |

Női
| Versenyző                               | Versenyszám    | Futam | Futam | Futam | Futam | Futam | Futam | Futam | Futam | Futam | Futam | Futam | Pontszám | Helyezés |
| Versenyző                               | Versenyszám    | 1     | 2     | 3     | 4     | 5     | 6     | 7     | 8     | 9     | 10    | 11    | Pontszám | Helyezés |
| --------------------------------------- | -------------- | ----- | ----- | ----- | ----- | ----- | ----- | ----- | ----- | ----- | ----- | ----- | -------- | -------- |
| Sibylle Powarzynski                     | Europe         | 18    | 3     | 4     | 7     | 10    | 10    | (25)  | 18    | (21)  | 4     | 1     | 75,0     | 6.       |
| Susanne Meyer-Bauckholt Katrin Adlkofer | 470-es osztály | (16)  | 6     | 5     | 5     | 3     | 4     | 6     | 7     | 11    | 2     | (12)  | 49,0     | 5.       |

Nyílt
| Versenyző                     | Versenyszám | Futam | Futam | Futam | Futam | Futam | Futam | Futam | Futam | Futam | Futam | Futam | Pontszám | Helyezés |
| Versenyző                     | Versenyszám | 1     | 2     | 3     | 4     | 5     | 6     | 7     | 8     | 9     | 10    | 11    | Pontszám | Helyezés |
| ----------------------------- | ----------- | ----- | ----- | ----- | ----- | ----- | ----- | ----- | ----- | ----- | ----- | ----- | -------- | -------- |
| Stefan Warkalla               | Laser       | 13    | 2     | 2     | 3     | 12    | 4     | (15)  | 6     | 5     | 7     | (57*) | 54,0     | 5.       |
| Frank Butzmann Kai Falkenthal | Csillaghajó | 8     | 13    | 4     | 4     | (17)  | 12    | 8     | (15)  | 2     | 15    |       | 66,0     | 10.      |
| Roland Gäbler Frank Parlow    | Tornádó     | (15)  | 8     | 11    | 1     | (12)  | 9     | 9     | 2     | 2     | 1     | 5     | 48,0     | 7.       |

* - kizárták
| Versenyző                                | Versenyszám | Futam | Futam | Futam | Futam | Futam | Futam | Futam | Futam | Futam | Futam | Futam | Futam | Negyeddöntő       | Elődöntő                                                                   | Döntő                                                                      | Helyezés |
| Versenyző                                | Versenyszám | 1     | 2     | 3     | 4     | 5     | 6     | 7     | 8     | 9     | 10    | Pont  | Hely. | Ellenfél Eredmény | Ellenfél Eredmény                                                          | Ellenfél Eredmény                                                          | Helyezés |
| ---------------------------------------- | ----------- | ----- | ----- | ----- | ----- | ----- | ----- | ----- | ----- | ----- | ----- | ----- | ----- | ----------------- | -------------------------------------------------------------------------- | -------------------------------------------------------------------------- | -------- |
| Jochen Schümann Thomas Flach Bernd Jäkel | Soling      | 5     | 5     | 2     | 4     | 1     | (9)   | (9)   | 6     | 2     | 9     | 34    | 1.    | erőnyerő          | Nagy-Britannia (GBR) · Andy Beadsworth · Barry Parkin · Adrian Stead · 3–0 | Oroszország (RUS) · Georgij Sajduko · Igor Szkalin · Dmitrij Sabanov · 3–0 |          |

## Vívás
Férfi
| Versenyző                                      | Versenyszám       | Selejtező                             | 32-es főtábla                               | Nyolcaddöntő                            | Negyeddöntő                                                                                               | Elődöntő                                                                                          | Bronz- mérkőzés                                                                      | Döntő             | Helyezés |
| Versenyző                                      | Versenyszám       | Ellenfél Eredmény                     | Ellenfél Eredmény                           | Ellenfél Eredmény                       | Ellenfél Eredmény                                                                                         | Ellenfél Eredmény                                                                                 | Ellenfél Eredmény                                                                    | Ellenfél Eredmény | Helyezés |
| ---------------------------------------------- | ----------------- | ------------------------------------- | ------------------------------------------- | --------------------------------------- | --- | ------------------------------------------------------------------------------------------------- | ------------------------------------------------------------------------------------ | ----------------- | -------- |
| Wolfgang Wienand                               | Tőr, egyéni       | erőnyerő                              | Leandro Marchetti (ARG) · 15–1              | Piotr Kiełpikowski (POL) · 15–11        | Rolando Tucker (CUB) · 15–12                                                                              | Lionel Plumenail (FRA) · 9–15                                                                     | Franck Boidin (FRA) · 11–15                                                          |                   | 4.       |
| Uwe Römer                                      | Tőr, egyéni       | erőnyerő                              | Joachim Wendt (AUT) · 15–7                  | Kim Jongho (Kim Yeong-ho) (KOR) · 13–15 | kiesett                                                                                                   | kiesett                                                                                           | kiesett                                                                              | kiesett           | 11.      |
| Alexander Koch                                 | Tőr, egyéni       | erőnyerő                              | Je Csung (CHN) · 13–15                      | kiesett                                 | kiesett                                                                                                   | kiesett                                                                                           | kiesett                                                                              | kiesett           | 22.      |
| Marius Strzalka                                | Párbajtőr, egyéni | Gabriel Pantelimon (ROU) · 15–12      | Jean-Marc Chouinard (CAN) · 15–12           | Angelo Mazzoni (ITA) · 15–13            | Kovács Iván (HUN) · 13–15                                                                                 | kiesett                                                                                           | kiesett                                                                              | kiesett           | 8.       |
| Arnd Schmitt                                   | Párbajtőr, egyéni | erőnyerő                              | Csang Theszok (Jang Tae-seok) (KOR) · 15–13 | Iván Trevejo (CUB) · 8–15               | kiesett                                                                                                   | kiesett                                                                                           | kiesett                                                                              | kiesett           | 10.      |
| Elmar Borrmann                                 | Párbajtőr, egyéni | I Szanggi (Lee Sang-gi) (KOR) · 15–14 | Maurizio Randazzo (ITA) · 15–14             | Imre Géza (HUN) · 14–15                 | kiesett                                                                                                   | kiesett                                                                                           | kiesett                                                                              | kiesett           | 16.      |
| Felix Becker                                   | Kard, egyéni      | erőnyerő                              | Peter Cox, Jr. (USA) · 15–12                | Franck Ducheix (FRA) · 15–8             | Navarrete József (HUN) · 7–15                                                                             | kiesett                                                                                           | kiesett                                                                              | kiesett           | 5.       |
| Steffen Wiesinger                              | Kard, egyéni      | erőnyerő                              | Köves Csaba (HUN) · 15–10                   | Tonhi Terenzi (ITA) · 15–8              | Szergej Sarikov (RUS) · 6–15                                                                              | kiesett                                                                                           | kiesett                                                                              | kiesett           | 8.       |
| Frank Bleckmann                                | Kard, egyéni      | erőnyerő                              | Norbert Jaskot (POL) · 10–15                | kiesett                                 | kiesett                                                                                                   | kiesett                                                                                           | kiesett                                                                              | kiesett           | 21.      |
| Alexander Koch Uwe Römer Wolfgang Wienand      | Tőr, csapat       |                                       |                                             | erőnyerő                                | Lengyelország (POL) · Adam Krzesiński · Piotr Kiełpikowski · Ryszard Sobczak · Jarosław Rodzewicz · 44–45 | Az 5–8. helyért · Olaszország (ITA) · Alessandro Puccini · Marco Arpino · Stefano Cerioni · 45–36 | Az 5. helyért · Magyarország (HUN) · Marsi Márk · Kiss Róbert · Érsek Zsolt · 44–45  |                   | 6.       |
| Elmar Borrmann Arnd Schmitt Marius Strzalka    | Párbajtőr, csapat |                                       |                                             | erőnyerő                                | Észtország (EST) · Kaido Kaaberma · Andrus Kajak · Meelis Loit · 45–39                                    | Olaszország (ITA) · Sandro Cuomo · Angelo Mazzoni · Maurizio Randazzo · 44–45                     | Franciaország (FRA) · Jean-Michel Henry · Robert Leroux · Éric Srecki · 42–45        |                   | 4.       |
| Felix Becker Frank Bleckmann Steffen Wiesinger | Kard, csapat      |                                       |                                             | erőnyerő                                | Olaszország (ITA) · Luigi Tarantino · Raffaelo Caserta · Tonhi Terenzi · 42–45                            | Az 5–8. helyért · Spanyolország (ESP) · Antonio García · Fernando Medina · Raúl Peinador · 34–45  | A 7. helyért · Románia (ROU) · Florin Lupeică · Mihai Covaliu · Vilmoş Szabo · 42–45 |                   | 8.       |

Női
| Versenyző                                           | Versenyszám       | Selejtező         | 32-es főtábla                      | Nyolcaddöntő                           | Negyeddöntő                                                                                 | Elődöntő                                                                                | Bronz- mérkőzés                                                                          | Döntő             | Helyezés |
| Versenyző                                           | Versenyszám       | Ellenfél Eredmény | Ellenfél Eredmény                  | Ellenfél Eredmény                      | Ellenfél Eredmény                                                                           | Ellenfél Eredmény                                                                       | Ellenfél Eredmény                                                                        | Ellenfél Eredmény | Helyezés |
| --------------------------------------------------- | ----------------- | ----------------- | ---------------------------------- | -------------------------------------- | ------------------------------------------------------------------------------------------- | --------------------------------------------------------------------------------------- | ---------------------------------------------------------------------------------------- | ----------------- | -------- |
| Monika Weber-Koszto                                 | Tőr, egyéni       | erőnyerő          | Katarzyna Felusiak (POL) · 15–14   | Lydia Czuckermann-Hatuel (ISR) · 15–13 | Laurence Modaine-Cessac (FRA) · 14–15                                                       | kiesett                                                                                 | kiesett                                                                                  | kiesett           | 5.       |
| Anja Fichtel-Mauritz                                | Tőr, egyéni       | erőnyerő          | Liang Jun (CHN) · 15–10            | Mohamed Aida (HUN) · 14–15             | kiesett                                                                                     | kiesett                                                                                 | kiesett                                                                                  | kiesett           | 10.      |
| Sabine Bau                                          | Tőr, egyéni       | erőnyerő          | Ayelet Ohayon (ISR) · 15–10        | Ann Marsh (USA) · 8–15                 | kiesett                                                                                     | kiesett                                                                                 | kiesett                                                                                  | kiesett           | 12.      |
| Eva-Maria Ittner                                    | Párbajtőr, egyéni | erőnyerő          | Jeva Vibornova (UKR) · 15–7        | Sophie Moressée-Pichot (FRA) · 15–10   | Margherita Zalaffi (ITA) · 10–15                                                            | kiesett                                                                                 | kiesett                                                                                  | kiesett           | 7.       |
| Claudia Bokel                                       | Párbajtőr, egyéni | erőnyerő          | Katerína Szidiropúlu (GRE) · 15–10 | Margherita Zalaffi (ITA) · 8–15        | kiesett                                                                                     | kiesett                                                                                 | kiesett                                                                                  | kiesett           | 9.       |
| Katja Nass                                          | Párbajtőr, egyéni | erőnyerő          | Heidi Rohi (EST) · 15–12           | Hormay Adrienn (HUN) · 9–15            | kiesett                                                                                     | kiesett                                                                                 | kiesett                                                                                  | kiesett           | 12.      |
| Anja Fichtel-Mauritz Monika Weber-Koszto Sabine Bau | Tőr, csapat       |                   |                                    | erőnyerő                               | Lengyelország (POL) · Anna Rybicka · Barbara Wolnicka-Szewczyk · Katarzyna Felusiak · 45–35 | Románia (ROU) · Laura Cârlescu-Badea · Reka Zsofia Lazăr-Szabo · Roxana Scarlat · 33–45 | Magyarország (HUN) · Mohamed Aida · Lantos Gabriella · Jánosi Zsuzsa · 45–42             |                   |          |
| Claudia Bokel Eva-Maria Ittner Katja Nass           | Párbajtőr, csapat |                   |                                    | erőnyerő                               | Oroszország (RUS) · Karina Aznavurjan · Marija Mazina · Julija Garajeva · 37–45             | Az 5–8. helyért · Kuba (CUB) · Milagros Palma · Mirayda García · Tamara Esteri · 40–45  | A 7. helyért · Egyesült Államok (USA) · Elaine Cheris · Leslie Marx · Nhi Lan Le · 45–37 |                   | 7.       |

## Vízilabda
| Német férfi vízilabdacsapat-játékoskeret                                                                          | Német férfi vízilabdacsapat-játékoskeret                                                     |
| --- | -------------------------------------------------------------------------------------------- |
| - Raúl de la Peña - Ingo Borgmann - Piotr Bukowski - Oliver Dahler - Jörg Dresel - Torsten Dresel - Davor Erjavec | - Michael Ilgner - Dirk Klingenberg - René Reimann - Uwe Sterzik - Lars Tomanek - Daniel Voß |

### Eredmények
Csoportkör
A csoport
| Csapat              | M | Gy | D | V | G+ | G– | Gk  | P  |
| ------------------- | - | -- | - | - | -- | -- | --- | -- |
| Magyarország (HUN)  | 5 | 5  | 0 | 0 | 47 | 38 | +9  | 10 |
| Jugoszlávia (SCG)   | 5 | 3  | 1 | 1 | 46 | 44 | +2  | 7  |
| Spanyolország (ESP) | 5 | 3  | 0 | 2 | 39 | 33 | +6  | 6  |
| Oroszország (RUS)   | 5 | 2  | 1 | 2 | 42 | 38 | +4  | 5  |
| Németország (GER)   | 5 | 1  | 0 | 4 | 36 | 45 | –9  | 2  |
| Hollandia (NED)     | 5 | 0  | 0 | 5 | 36 | 48 | –12 | 0  |

| 1996. július 20. 16:40 | Spanyolország (ESP)  | 9–3 | Németország (GER) | Játékvezetők: Daniel Legare (CAN), Bret Bernard (USA) |
| 1996. július 20. 16:40 | (3–0, 1–2, 2–1, 3–0) |     |                   | Játékvezetők: Daniel Legare (CAN), Bret Bernard (USA) |
| 1996. július 20. 16:40 | Gómez, Oca 2         |     | három játékos 1   | Játékvezetők: Daniel Legare (CAN), Bret Bernard (USA) |

| 1996. július 21. 12:40 | Németország (GER)    | 8–9 | Magyarország (HUN) | Játékvezetők: Zeljko Klaric (CRO), Jean Demey (FRA) |
| 1996. július 21. 12:40 | (1–3, 3–3, 3–1, 1–2) |     |                    | Játékvezetők: Zeljko Klaric (CRO), Jean Demey (FRA) |
| 1996. július 21. 12:40 | Erjavec 3            |     | Kásás 3            | Játékvezetők: Zeljko Klaric (CRO), Jean Demey (FRA) |

| 1996. július 22. 11:00 | Oroszország (RUS)    | 10–8 | Németország (GER) | Játékvezetők: Francois Simons (BEL), Salvatore Merola (ITA) |
| 1996. július 22. 11:00 | (3–2, 3–3, 2–1, 2–2) |      |                   | Játékvezetők: Francois Simons (BEL), Salvatore Merola (ITA) |
| 1996. július 22. 11:00 | Garbuzov 4           |      | négy játékos 2    | Játékvezetők: Francois Simons (BEL), Salvatore Merola (ITA) |

| 1996. július 23. 11:00 | Jugoszlávia (SCG)    | 9–8 | Németország (GER)    | Játékvezetők: Bret Bernard (USA), Vladimir Prikhodko (KAZ) |
| 1996. július 23. 11:00 | (2–1, 1–3, 5–2, 1–2) |     |                      | Játékvezetők: Bret Bernard (USA), Vladimir Prikhodko (KAZ) |
| 1996. július 23. 11:00 | Vičević 3            |     | Reimann, J. Dresel 2 | Játékvezetők: Bret Bernard (USA), Vladimir Prikhodko (KAZ) |

| 1996. július 24. 16:40 | Hollandia (NED)      | 8–9 | Németország (GER) | Játékvezetők: Jean Demey (FRA), Salah Hamici (ALG) |
| 1996. július 24. 16:40 | (2–2, 0–4, 5–2, 1–1) |     |                   | Játékvezetők: Jean Demey (FRA), Salah Hamici (ALG) |
| 1996. július 24. 16:40 | Havenga 4            |     | Erjavec 3         | Játékvezetők: Jean Demey (FRA), Salah Hamici (ALG) |

A 9–12. helyért
| Csapat            | M | Gy | D | V | G+ | G– | Gk  | P |
| ----------------- | - | -- | - | - | -- | -- | --- | - |
| Németország (GER) | 3 | 3  | 0 | 0 | 29 | 16 | +13 | 6 |
| Hollandia (NED)   | 3 | 1  | 1 | 1 | 25 | 26 | –1  | 3 |
| Románia (ROU)     | 3 | 1  | 0 | 2 | 25 | 28 | –3  | 2 |
| Ukrajna (UKR)     | 3 | 0  | 1 | 2 | 21 | 30 | –9  | 1 |

| 1996. július 26. 11:00 | Németország (GER)      | 10–4 | Ukrajna (UKR) | Játékvezetők: Zeljko Klaric (CRO), Miroslav Radenovic (YUG) |
| 1996. július 26. 11:00 | (3–0, 3–1, 1–1, 3–2)   |      |               | Játékvezetők: Zeljko Klaric (CRO), Miroslav Radenovic (YUG) |
| 1996. július 26. 11:00 | Erjavec, Klingenberg 2 |      | Sztratan 2    | Játékvezetők: Zeljko Klaric (CRO), Miroslav Radenovic (YUG) |

| 1996. július 27. 11:00 | Németország (GER)    | 9–6 | Hollandia (NED)              | Játékvezetők: Joaquin Fernandez (ESP), Bret Bernard (USA) |
| 1996. július 27. 11:00 | (1–0, 2–3, 3–1, 3–2) |     |                              | Játékvezetők: Joaquin Fernandez (ESP), Bret Bernard (USA) |
| 1996. július 27. 11:00 | Klingenberg 3        |     | van der Meer, van der Kolk 2 | Játékvezetők: Joaquin Fernandez (ESP), Bret Bernard (USA) |

| 1996. július 28. 09:30 | Németország (GER)    | 10–6 | Románia (ROU)     | Játékvezetők: Andrei Afanasiev (RUS), Salah Hamici (ALG) |
| 1996. július 28. 09:30 | (2–2, 2–0, 3–2, 3–2) |      |                   | Játékvezetők: Andrei Afanasiev (RUS), Salah Hamici (ALG) |
| 1996. július 28. 09:30 | három játékos 2      |      | Totolici, Hagiu 2 | Játékvezetők: Andrei Afanasiev (RUS), Salah Hamici (ALG) |

| Csapat            | Helyezés |
| ----------------- | -------- |
| Németország (GER) | 9.       |